# Nouans-les-Fontaines
Vous lisez un « bon article » labellisé en 2018.
Pour les articles homonymes, voir Nouans (homonymie).
Nouans-les-Fontaines (prononcé /nu.ɑ̃ le fɔ̃.tɛn/) est une commune française du département d'Indre-et-Loire, dans la région Centre-Val de Loire.
Les vestiges préhistoriques de Nouans-les-Fontaines sont très nombreux, traduisant la présence humaine sur le territoire depuis le Paléolithique. La période protohistorique est également bien documentée, avec de multiples preuves d'une importante activité sidérurgique. Au XVIe siècle, le territoire paroissial est soumis aux influences opposées des protestants et des ligueurs. À l'été 1944, le retrait des forces d'occupation s'accompagne de combats pendant lesquels plusieurs habitants, participants ou otages, sont tués. Pendant tout le XXe siècle, la population de la commune baisse fortement, avec une perte de près de 50 % de ses habitants sur cette période. Ce phénomène se ralentit mais ne cesse pas pour autant, en 2022, Nouans-les-Fontaines compte 669 habitants. Plusieurs entreprises maintiennent cependant leur activité dans la commune, notamment le premier fabricant européen d'équipements pour salles de sport. Nouans-les-Fontaines reste néanmoins une commune agricole, bien que ce secteur d'activité tende à perdre de son importance dans l'économie communale.
Le patrimoine culturel de Nouans-les-Fontaines est surtout représenté par son église, monument historique inscrit qui abrite un tableau figurant une Pietà, attribuée avec beaucoup de vraisemblance à Jean Fouquet, ainsi que deux statues, ces trois objets étant protégés au titre des monuments historiques. Plusieurs châteaux et manoirs des XVe et XVIe siècles, souvent très remaniés au XIXe siècle, et une ancienne tuilerie comptent également parmi les édifices remarquables de la commune.

## Géographie

### Localisation et communes limitrophes
Nouans-les-Fontaines est une vaste commune d'Indre-et-Loire couvrant 6 331 hectares, située à 7 kilomètres d'Écueillé (Indre) et à 15 kilomètres de Noyers-sur-Cher (Loir-et-Cher).
La cité nouanaise, limitrophe avec les départements de l'Indre et du Loir-et-Cher, est localisée au sein du canton de Loches subdivision administrative de l'arrondissement lochois, à l'extrémité est-sud-est du département d'Indre-et-Loire, en région Centre-Val de Loire.
Par ailleurs, la localité tourangelle est rattachée au bassin de vie de Loches ainsi qu'à la zone d'emploi de Saint-Aignan, ville située dans le département de Loir-et-Cher.
Loches, qui se trouve être le bureau centralisateur et le chef-lieu d'arrondissement dont Nouans-les-Fontaines dépend, est distante de 22,9 km en direction de l'ouest,. En outre, la petite cité d'Indre-et-Loire se place à 54,5 km en direction du sud-ouest et « à vol d'oiseau » de Tours, siège du conseil départemental d'Indre-et-Loire.
| - OpenStreetMap Environnement géographique et délimitation territoriale de Nouans-les-Fontaines. - Nouans-les-Fontaines et ses communes limitrophes. - Nouans-les-Fontaines (en rouge) dans le canton de Loches (en vert). |

| Orbigny            | Châteauvieux (Loir-et-Cher) | Faverolles-en-Berry (Indre) |
| Villeloin-Coulangé | Nouans-les-Fontaines        | Luçay-le-Mâle (Indre)       |
| Loché-sur-Indrois  | Villedômain                 | Écueillé (Indre)            |

Les frontières de Nouans-les-Fontaines sont délimitées, dans le « sens des aiguilles d'une montre », par la commune de Châteauvieux, située à 12,4 km du centre-bourg en direction du nord-nord-ouest ; par le village de Faverolles-en-Berry, localisé à 9,2 km en direction de l'est-nord-est ; par celle de Luçay-le-Mâle, située à 10,7 km en direction de l'est ; par la commune d'Écueillé, localisée à 6,8 km en direction du sud-est ; par celle de Villedômain, située à 9,7 km en direction du sud ; par le village de Loché-sur-Indrois, localisé à 7,8 km en direction du sud-ouest ; par la commune de Villeloin-Coulangé, située à 5,6 km en direction de l'ouest ; et enfin par le bourg d'Orbigny, localisé à 9,5 km en axe nord-nord-ouest,. Toutes les distances en kilomètres sont exprimées « à vol d'oiseau » de chef-lieu communal à chef-lieu communal,.

### Géologie et topographie
- Bourg
- Limites communales

Carte géologique simplifiée de Nouans-les-Fontaines.
Bourg
C3c : tuffeau jaune turonien
C3cR : argiles à silex roussâtres
C4-6S : argiles à silex blanches
eC : formations éocènes détritiques
LP : limons des plateaux quaternaires
Fz : alluvions fluviatiles
- Faille

L'histoire géologique de Nouans-les-Fontaines, située dans la partie méridionale du Bassin parisien, est marquée par les épisodes successifs d'avancées et de retraits marins qui déposent des formations calcaires ou argileuses à partir du Jurassique inférieur, mais surtout crayeuses au cours du Crétacé, sur un socle briovérien. Les terrains affleurants les plus anciens datent du Crétacé supérieur. Le tuffeau jaune de Touraine (C3c) déposé au Turonien n'affleure que dans les vallées des cours d'eau où il est mis au jour par l'érosion fluviale, mais il est le plus souvent dégradé, notamment à l'est et au sud, en argiles à silex roussâtres (C3cR). Des argiles blanches à silex sénoniennes (C4-6S) constituent la formation affleurante dominante de la commune. Elles sont masquées par de rares placages de sables grossiers éocènes (eC) mais surtout par des dépôts, sur les plateaux, de limons éoliens (LP) quaternaires ; ces dépôts limoneux sont de faible épaisseur mais concernent une grande superficie au nord et à l'est. Des alluvions récentes (Fz) ont été déposées dans les vallées de la Tourmente, rivière qui traverse la commune, et de ses affluents. La présence d'une faille orientée du nord-nord-ouest au sud-sud-est avec un rejet vertical de 15 à 20 m pourrait être la conséquence superficielle du jeu d'une faille plus profonde, affectant le socle de l'extrême fin du Précambrien ; elle partage le territoire en deux moitiés sensiblement égales,.
Les argiles à silex et les limons, en raison de leur très faible granulométrie, donnent des sols lourds, battants, à tendance hydromorphe et par conséquent difficiles à travailler, ce qui limite fortement leurs qualités agronomiques.
Le territoire communal se présente sous la forme d'un plateau allongé du nord au sud, plus élevé à l'est, au niveau des forêts de Brouard et de la Tonne, s'abaissant progressivement vers l'ouest et la vallée de la Tourmente. Le point culminant (162 m) se trouve à l'est du chef-lieu communal au lieu-dit « Bellevue », en limite de Luçay-le-Mâle, alors que le point le plus bas (101 m) est situé dans la vallée de la Tourmente, là où la rivière entre sur le territoire de Villeloin-Coulangé. Toute la partie est de Nouans-les-Fontaines est constituée d'un anticlinal sur la crête duquel court la limite communale. La forme particulière du territoire, avec une excroissance au sud-ouest, est probablement due à la volonté du propriétaire de Cloffy, lors de la création de la commune, de voir ses terres rattachées à Nouans et donc à la Touraine, alors que son domaine aurait dû dépendre d'Écueillé et du Berry.

### Hydrographie et hydrologie

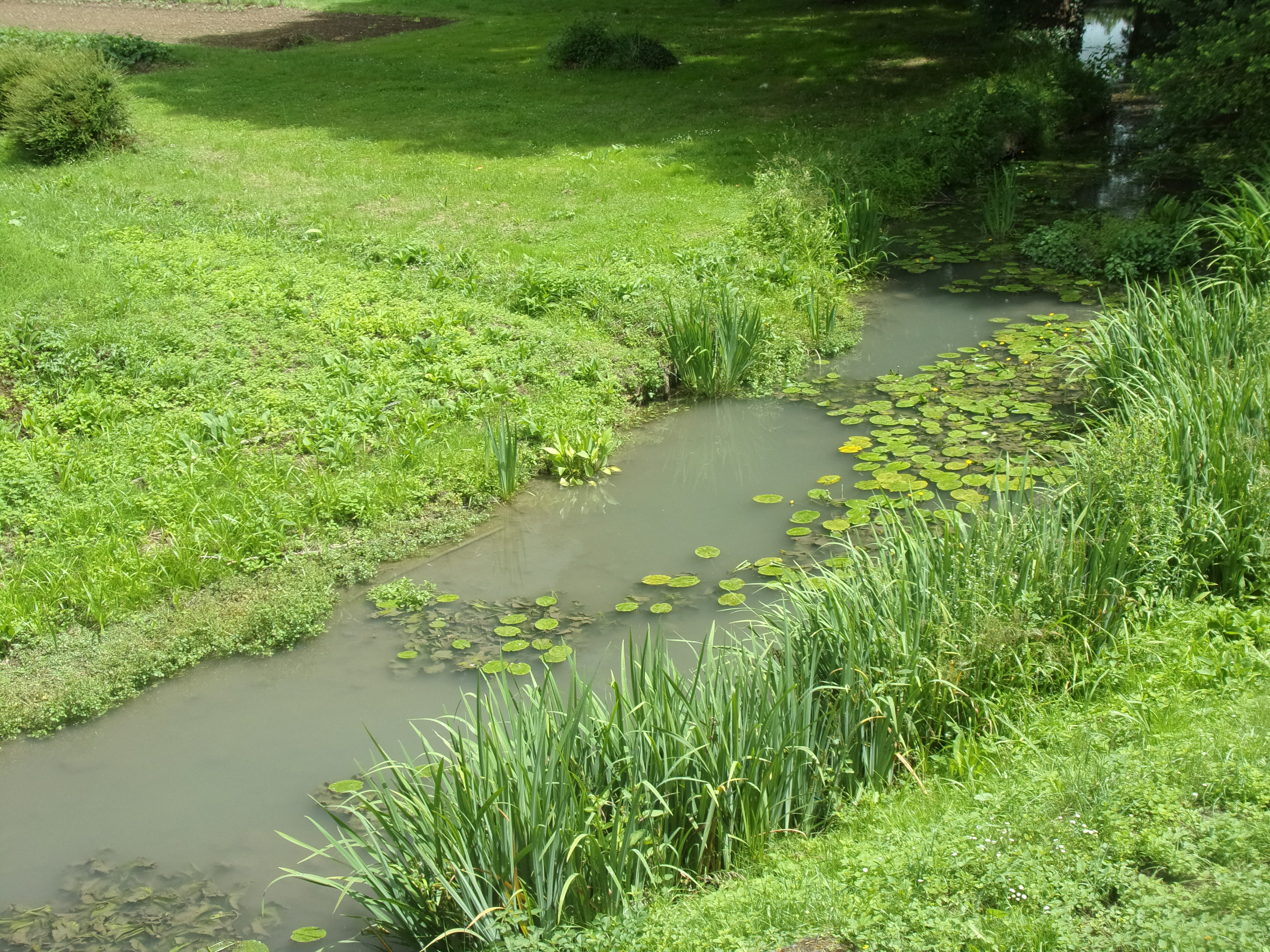
Le ruisseau de Saint-Martin à Nouans.

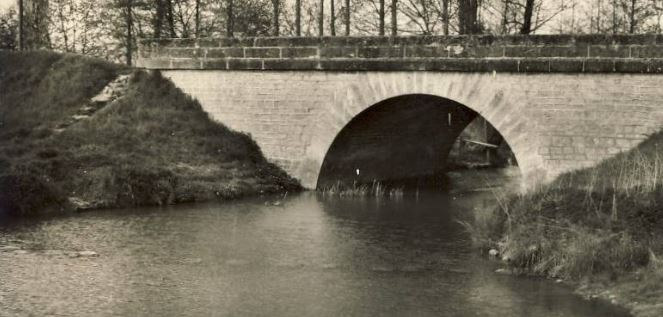
La Tourmente traversant Nouans.

Le territoire communal est arrosé par la rivière Tourmente qui prend sa source à Heugnes (Indre). Elle reçoit le tribut de plusieurs ruisseaux, issus de sources qui ont donné son nom à la commune. Le plus important d'entre eux est le ruisseau de Saint-Martin sur lequel est bâti le chef-lieu communal. Les ruisseaux de l'Issard, de la Jubardière et du Réau — cours d'eau qui se développe d'est en ouest sur une longueur de 8 km —, sont également inventoriés sur le territoire communal,,,. Ce réseau hydrographique est particulièrement dense sur la rive droite de la Tourmente, les ruisseaux provenant en majorité des hauteurs des forêts de Brouard et de la Tonne. La Tourmente rejoint ensuite le cours de l'Indrois au niveau de Villeloin-Coulangé.
Les données hydrologiques concernant le régime de la Tourmente sont relevées à la station de « Villeloin-Coulangé/Coulangé », établissement d'observation opérant depuis le 21 février 1966. Sur une période d'observation de 40 ans (1966 à 2016), la rivière, dont le bassin atteint une surface totale de 109 km2, présente un débit moyen mensuel compris entre un minimum de 0,213 m3/s au mois d'août et un maximum de 1,370 m3/s au mois de février. Pour cette même période considérée, le module du cours d'eau varie de 0,390 m3/s en quinquennale sèche jusqu'à 0,830 m3/s en quinquennale humide, la valeur médiane atteignant 0,640 m3/s.
Un lac de réserve, la Jubelière, a été aménagé dans la partie est de la commune en 1990. Cette étendue d'eau artificielle, qui recouvre une surface de 27 ha et peut contenir un volume total de 82 000 m3 d'eau, est alimenté par le ruisseau éponyme et délimité en amont par deux digues de 230 et 260 m,.
Neuf zones humides ont été répertoriées sur la commune par la direction départementale des territoires (DDT) et le conseil départemental d'Indre-et-Loire : « l'étang de la Jubardière et la vallée du Ruisseau de la Jubardière », « les étangs de la Ménardière », « l'étang du Carroi de la Clarté », « l'étang du Parc », « la vallée du Ruisseau de l'Issard à la Grosse Pierre », « l'étang du Liagout », « les étangs du Plessis et de la Tonne », « l'étang de la Péchaudière » et « l'étang de Lambinet »,.

### Paysages naturels

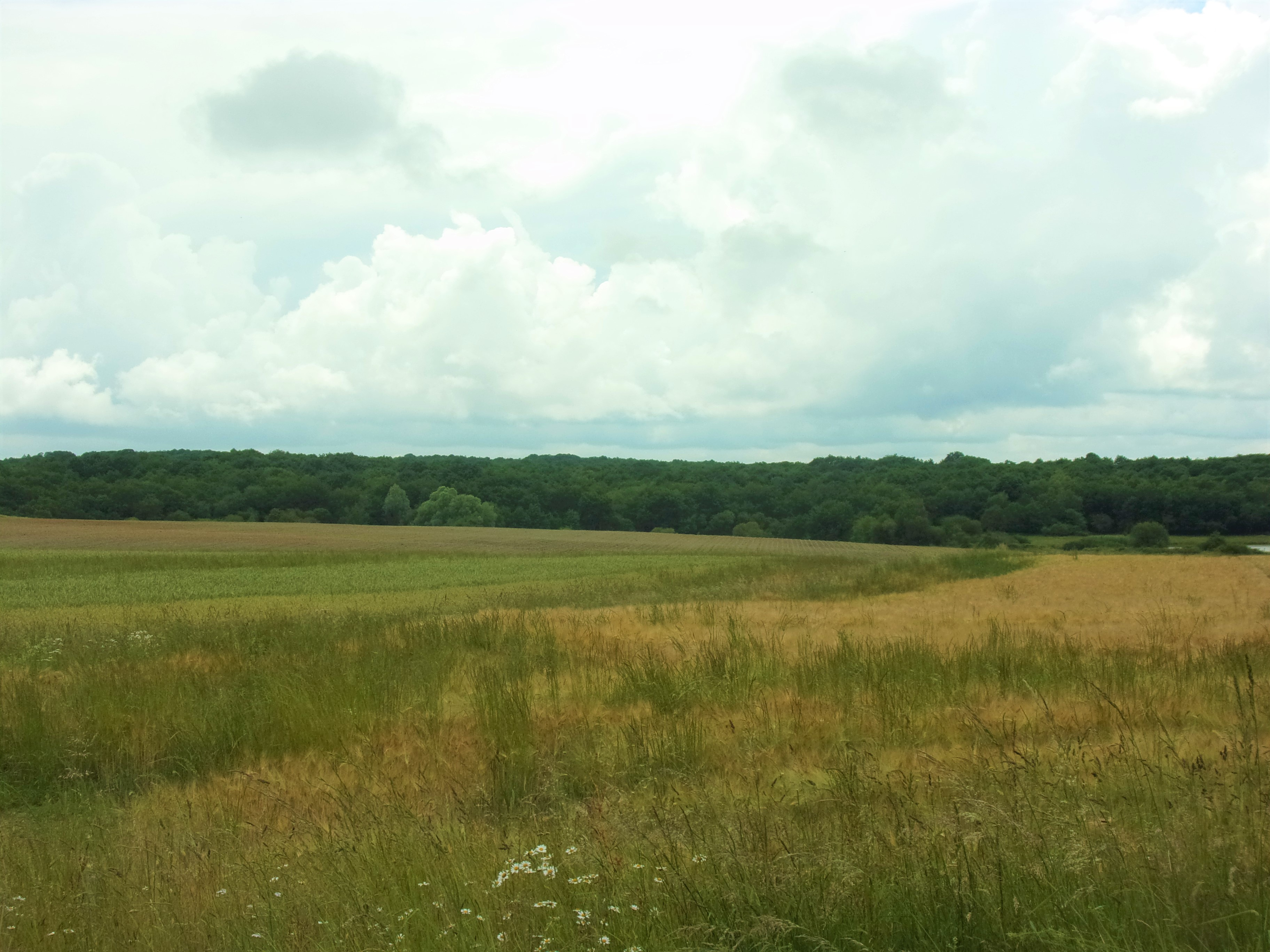
Les bois de Luçay à l'est de Nouans-les-Fontaines.

La commune est située dans la région naturelle de la Gâtine de Loches. Jusqu'à la fin des années 1970 prédomine un paysage de bocage rythmé par des haies et des bosquets. La partie est du territoire communal se singularise alors par un parcellaire dessiné par des chemins rayonnants à partir du centre-bourg, recoupés par des chemins concentriques, disposition déjà nettement visible sur le cadastre napoléonien. Le remembrement opéré à partir de 1978 bouleverse cette topographie pour donner naissance à de grands champs où la pratique du drainage à grande échelle facilite les conditions d'exploitation à des fins agricoles.
Toute la frontière est de la commune, correspondant à la crête de l'anticlinal, est occupée par une succession de massifs boisés avec, du nord au sud la forêt de Brouard puis celle de la Tonne et les bois de Luçay,. Cette zone limitrophe s'insère dans l'interfluve compris entre le bassin versant du Cher à l'est et celui de l'Indre à l'ouest.

### Climat
Pour des articles plus généraux, voir Climat du Centre-Val de Loire et Climat d'Indre-et-Loire.
En 2010, le climat de la commune est de type climat océanique dégradé des plaines du Centre et du Nord, selon une étude du CNRS s'appuyant sur une série de données couvrant la période 1971-2000. En 2020, Météo-France publie une typologie des climats de la France métropolitaine dans laquelle la commune est exposée à un climat océanique altéré et est dans la région climatique Centre et contreforts nord du Massif Central, caractérisée par un air sec en été et un bon ensoleillement.
Pour la période 1971-2000, la température annuelle moyenne est de 11,1 °C, avec une amplitude thermique annuelle de 15,4 °C. Le cumul annuel moyen de précipitations est de 710 mm, avec 11,2 jours de précipitations en janvier et 6,9 jours en juillet. Pour la période 1991-2020, la température moyenne annuelle observée sur la station météorologique de Météo-France la plus proche, sur la commune de Lye à 17 km à vol d'oiseau, est de 12,1 °C et le cumul annuel moyen de précipitations est de 673,1 mm,. Pour l'avenir, les paramètres climatiques de la commune estimés pour 2050 selon différents scénarios d'émission de gaz à effet de serre sont consultables sur un site dédié publié par Météo-France en novembre 2022.

### Voies de communication et transports

#### Réseau routier et ferroviaire

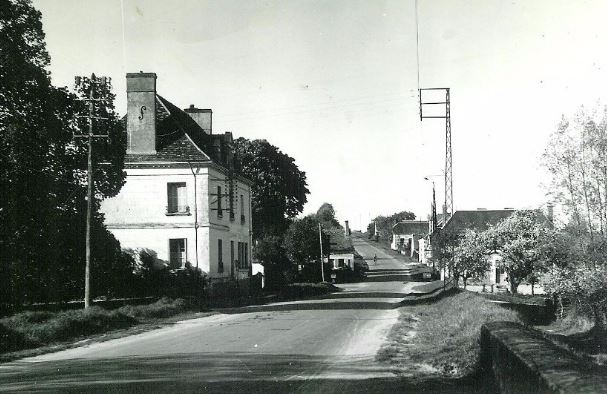
Route traversant la commune de Nouans.

La D 975 qui, sous différentes appellations, relie Blois à la vallée de la Dordogne, via Saint-Aignan et Châtillon-sur-Indre, traverse le territoire de Nouans-les-Fontaines sous forme d'une ligne droite presque parfaite longue de plus de 11 km et passe par le chef-lieu communal. Ce dernier est le centre d'un réseau de routes en étoile qui conduisent vers Orbigny ou Écueillé (D 11/81), ou vers Loches ou Luçay-le-Mâle (D 760). Cette situation favorise le désenclavement du territoire.
Aucune ligne de transports en commun routier ne dessert Nouans-les-Fontaines. Les points d'accès les plus proches sont Genillé (ligne TC) , Écueillé (ligne S) ou Couffy (ligne 5) du réseau Rémi.
La commune n'est desservie par aucune ligne ferroviaire,. Les gares TER les plus proches sont celles de Loches, de Luçay-le-Mâle et de Valençay,.

#### Chemins et sentiers
Le territoire communal est aménagé d'un circuit de randonnée pédestre qui s'étend sur une longueur de 14 km. Ce circuit débute dans le centre-bourg, à la place Saint-Martin, puis passe le mont Frioux, la fontaine Saint-Martin et traverse la forêt de la Tonne. Un second circuit, appelé les « Sur les terres
de la Piéta de Nouans », forme une boucle qui se développe sur une longueur de 12 km.

## Urbanisme

### Typologie
Au 1er janvier 2024, Nouans-les-Fontaines est catégorisée commune rurale à habitat dispersé, selon la nouvelle grille communale de densité à sept niveaux définie par l'Insee en 2022.
Elle est située hors unité urbaine et hors attraction des villes,.

### Occupation des sols
L'occupation des sols de la commune, telle qu'elle ressort de la base de données européenne d’occupation biophysique des sols Corine Land Cover (CLC), est marquée par l'importance des territoires agricoles (81,3 % en 2018), en diminution par rapport à 1990 (83,7 %). La répartition détaillée en 2018 est la suivante : 
terres arables (66,8 %), forêts (16,7 %), prairies (10,5 %), zones agricoles hétérogènes (4 %), milieux à végétation arbustive et/ou herbacée (1 %), zones urbanisées (0,5 %), eaux continentales (0,5 %). L'évolution de l’occupation des sols de la commune et de ses infrastructures peut être observée sur les différentes représentations cartographiques du territoire : la carte de Cassini (XVIIIe siècle), la carte d'état-major (1820-1866) et les cartes ou photos aériennes de l'IGN pour la période actuelle (1950 à aujourd'hui).

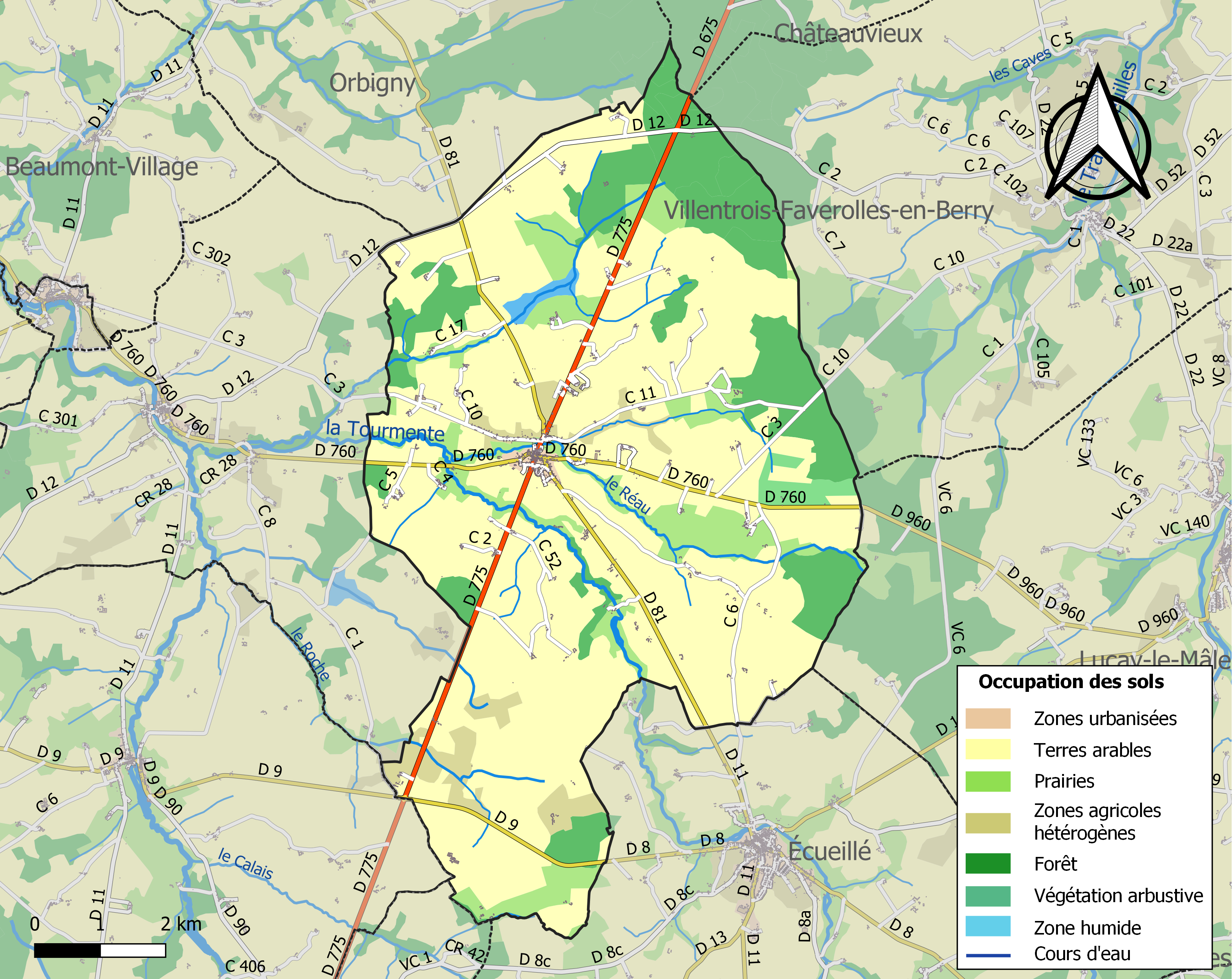
Carte des infrastructures et de l'occupation des sols de la commune en 2018 (CLC).

### Logement
Le tableau ci-dessous donne quelques chiffres-clés ayant pour objectif de comparer l'état du logement à Nouans-les-Fontaines et celui de l'ensemble de l'Indre-et-Loire en 2014, :
|                                                        | Nouans-les-Fontaines | Indre-et-Loire |
| ------------------------------------------------------ | -------------------- | -------------- |
| Part des résidences principales (en %)                 | 72,0                 | 87,7           |
| Part des logements vacants (en %)                      | 15,4                 | 7,9            |
| Part des ménages propriétaires de leur logement (en %) | 80,8                 | 59,1           |

Par rapport au contexte général de l'immobilier en Indre-et-Loire, la proportion, moins importante, des résidences principales et des logements vacants, profite à la part des résidences secondaires dont le taux s'élève à 12,6 % du parc d'habitations à Nouans-les-Fontaines contre 4,4 % au niveau départemental,. En revanche, 80,8 % des occupants de ces résidences principales en sont propriétaires, alors que ce taux s'élève à 59,1 % pour l'ensemble du département,.
D'autre part, 179 résidences principales ont été bâties à Nouans-les-Fontaines depuis 1946, ce qui représente une proportion d'environ 49,3 % du parc immobilier concernant ce type de logement. Entre 1971 et 1990, 126 logements se sont construits, puis 55 depuis 1991. Enfin, en 2014, sur l'ensemble des habitations répertoriées au sein du territoire communal, 98,3 % d'entre elles se révèlent être des maisons individuelles.

### Morphologie urbaine

Développement urbain de Nouans-les-Fontaines.
situation en 1950
extensions 1950-2016

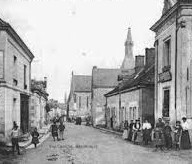
Ancien panorama du centre-bourg de Nouans.

La partie la plus ancienne du bourg s'est construite autour de l'église, probablement à partir d'un enclos médiéval sur la rive gauche du ruisseau de Saint-Martin. Un autre pôle urbain s'est ensuite bâti sur la rive droite, le bourg de Flandres. Puis, petit à petit, les constructions s'éloignent du centre, le long des voies de communication, routes et chemins.
Un premier lotissement est construit au milieu des années 1970 au sud du bourg, un autre, à l'ouest, à la fin des années 1980.
Sur la période comprise entre 1959 et le milieu des années 2010, les photographies aériennes de la commune réalisées par l'IGN montrent que l'urbanisation s'est également développée au sud-est (quartier de la Buissonnière) et à l'est du centre-bourg, ainsi que le long de la rue des Dames de Touraine, au nord-ouest,.

### Lieux-dits, hameaux et écarts
La liste suivante, établie d'après le Dictionnaire géographique, historique et biographique d'Indre-et-Loire et de l'ancienne province de Touraine (Jacques-Xavier Carré de Busserolle, 1882), a pour objectif de récapituler, de manière non exhaustive, l'ensemble des lieux-dits, hameaux et écarts appartenant au territoire communal, :
- Aubrière (l')
- Belle-étoile (la)
- Bezaudière (la)
- Billauderie (la)
- Billette (la)
- Blavetin
- Bodinière (la)
- Bois-Prêtre (le)
- Bordebure (la)[41]
- Bourbonnerie (la)
- Bourde (la)
- Bois-Mortier (le)
- Brosse (la)
- Brosses (les)
- Carrois (les)
- Charpraie (la)
- Chêne-Auger (le)
- Cleoffy
- Cormerat
- Coutellerie (la)
- Ébatés (les)
- Ferraudière (la)
- Forêt (la)
- Fouennerie (la)
- Freurie (la)
- Grandes Michelleries (les)
- Grand Village (le)
- Grenouillère (la)
- Hauts-Bourdiers (les)
- Hardrie (la)
- Issart
- Juberdière (la)
- Laitière (la)
- Lambinet
- Lechaloup
- Lalen
- Loustière
- Louzillé
- Mère (la)
- Neillé
- Papinière (la)
- Pauvardière (la)
- Péchaudière (la)
- Petites Michelleries (les)
- Planche (la)
- Plessis (le)
- Richerie (la)
- Rimaunière (la)
- Rivière (la)
- Rochas
- Sabardière (la)
- Tonne (la)
- Tuilerie de Luçay (la)
- Tuffeau (le)
- Vaufrioux
- Viaudière (la)[Note 4]
- Viennerie (la)
- Village-aux-Vaches (le)
- Village-Buisson (le)

### Risques naturels et technologiques
L'arrachage de nombreuses haies lors du remembrement combiné avec la présence de sols imperméables et l'existence des pentes fortes sur la vallée de la Tourmente augmente le risque de crue de cette rivière en cas de précipitations fortes et soudaines.
La presque totalité du territoire communal de Nouans-les-Fontaines est exposée à un aléa moyen face à un risque lié au gonflement-retrait des argiles. Dans la vallée de la Tourmente et de ses affluents, ce risque est « faible » ou « a priori nul ». Ce risque, lié à la nature argilo-siliceuse des sols, expose les fondations des bâtiments à une fragilisation après des périodes de sécheresse prolongée.
Nouans-les-Fontaines se trouve en zone de sismicité faible de niveau 2 sur une échelle de 1 à 5, selon la cartographie établie par le bureau de recherches géologiques et minières (BRGM). Les chroniques mentionnent plusieurs séismes notables dans le sud-est de la Touraine dont l'un, survenu le 14 septembre 1866, « […] d’une intensité de V à VI ébranla une grande partie de la Touraine et fit se détacher des pierres du château de Montrésor ». Le plus récent tremblement de terre mentionné dans cette partie du département s'est produit le 3 octobre 1999 ; l'épicentre de ce séisme d'une magnitude de 3,7, initialement localisé dans la région de Châteauroux,, semblait être en fait situé sur le territoire de Loché-sur-Indrois.
La commune n'est située dans le périmètre d'aucun plan de prévention des risques, qu'ils soient naturels ou technologiques.

## Toponymie
| Formes successives attestées de la dénomination de la paroisse puis de la commune, : - Sancti Martinus de Novento : 1150-1156 ; - Noent : 1206 ; - Noentum, Noiantum : 1226-1231 ; - Nogento : 1255, confirmation de donation ; - Nogentum : 1255, charte de l'abbaye de Villeloin ; - Noam : 1262, Charte de l'Abbaye de Villeloin ; - Parochia de Noento : 1290, Libri Juramentum et Cartulaire de l'archevêché de Tours ; - Sancti Martinus de Nochento : XIIIe siècle, Cartulaire de l'archevêché de Tours ; - Noem, Noentum : 1331, Charte de l'abbaye de Villeloin ; - Nouans : 1334, Charte de Liget ; - Noham : 11 janvier 1619 et 13 août 1643, titres ; - Nouan-le-Ferron : XVIIIe siècle, ; - Nouan : seconde moitié du XVIIIe siècle, carte de Cassini ; - Nouans : 1790 ; - Nouan : 1793 ; - Nouans : 1831, plan parcellaire communal, ; - Nouans-les-Fontaines : 26 octobre 1949, décret portant changement de nom. |

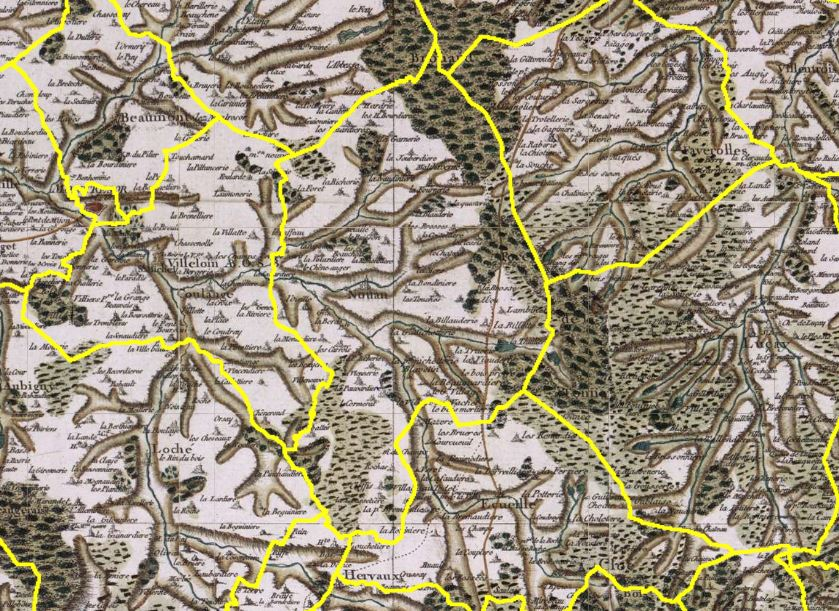
Nouans-les-Fontaines sur la carte de Cassini.

L'une des premières mentions du lieu, sous la forme Noentus, est présente dans un document royal daté de 845 et émis par Charles II. Nouans-les-Fontaines apparaît sous le nom Novientum dans un acte de Charles le Simple en 903. L'origine la plus probable de ce toponyme est une composition du gaulois Novio- « nouveau » et du suffixe également d'origine gauloise -ento : Noviento(um) est donc un « nouveau lieu » ou un « nouvel édifice », créé sur des terres récemment défrichées. Au milieu du XIIe siècle, en 1150, le nom de la localité tourangelle se présente sous les formes Noviento, et Novientus.
Dans la seconde moitié du XVIIIe siècle, le nom de la localité tourangelle apparaît sous la forme Nouan. En l'an II du calendrier républicain (1793 du calendrier grégorien), ce toponyme est conservé. Le déterminant « les-Fontaines » est ajouté par décret du 26 octobre 1949 pour différencier les communes nommées « Nouan ». Il rappelle les nombreuses sources présentes sur le territoire.
Par ailleurs, concernant la micro-toponymie locale, l'existence de lieux-dits tels que la « Billaudière »[Information douteuse] et la « Billette », noms dont la racine celtique « Bil- » signifie littéralement « hauteur », indique la très probable présence de sites topographiquement élevés. L'activité agricole se retrouve dans des toponymes comme « le Cherpré », « le Village-aux-Vaches », alors que le boisement ancien est évoqué par « la Buissonnière » ou « le Village-Buisson », alors que le Champ Bleu ou la Minée évoquent les anciennes activités sidérurgiques du sud du territoire. Le toponyme l'Idée, au sud de la commune, pourrait être une dénomination ironique signifiant que la création d'une nouvelle ferme agricole sur ces terrains médiocres n'était justement pas « une bonne idée ». La « Bordebure », nom d'un lieu-dit composé de « Borde », terme issu du francique borda et signifiant « maison », et de « -bure », mot décliné du latin burrus[Information douteuse] et signifiant « brun foncé », ou « roux » ou encore « rouge », fait référence, dans le cas de Nouans, à un établissement d'accueil, une hôtellerie. Ce toponyme, mentionné en 1352, est associé à la présence d'un ancien chemin, le Columniacu (« domaine aux grandes colonnes »), un itinéraire qui se déploie entre Villeloin-Coulangé et Nouans.

## Histoire

### Préhistoire
Le territoire communal a livré des outils et des pièces d'armement attribués aux périodes paléolithique et néolithique,. Une meule, d'aspect trapézoïdale, et constituée d'une plaque fabriquée à partir de silex datés du Turonien, a notamment été mise en évidence au lieu-dit « Les Ébattés ». Une deuxième meule a été recueillie sur le site de « La Pauvredilière ». La pièce lithique retrouvée à La Pauvredilière mesure 34 cm de long et ses deux faces présentent chacune une forme concave. À environ 800 m en axe sud des Ébattés, des pointes de flèche, pourvues de deux ailerons et d'une sorte de tige, ont été signalées lors d'opérations archéologiques.
Le site de Cloffy a également fourni, bien que sous forme fragmentée, une autre meule fabriquée au moyen d'un grès de couleur brune et présentant des agglomérats à caractère ferrugineux.

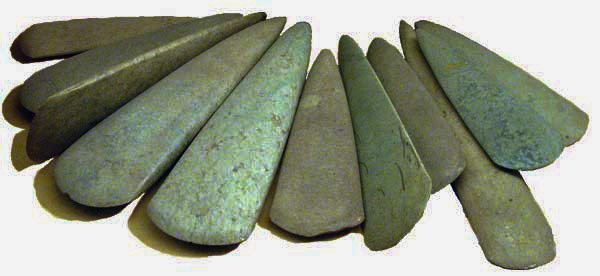
Exemples de haches polies en fibrolite datant du néolithique.

Par ailleurs, situé à 300 m en axe sud de l'« Idée », un gisement a délivré différentes pièces d'outillage, dont notamment une pierre à aiguiser en granite rose. Ces artefacts, lors de leur découverte, étaient associés à des haches, certaines conçues en silex, et d'autres fabriquées à partir de jaspe. Enfin, d'autres objets lithiques, telles que des haches polies faites de fibrolite, viennent compléter l'inventaire des pièces attribuables à cette période. L'ensemble de ces artefacts indiquent une très probable occupation humaine du territoire nouanais au cours de l'époque néolithique,, apparemment concentrée sur les versants des vallons.
Ce sont au total 124 sites et découvertes relatifs à cette période qui ont été inventoriés par Gérard Cordier sur l'ensemble du territoire de la commune.

### Protohistoire

Sites paléosidérurgiques de Nouans-les-Fontaines,.
Les sites et toponymes évoquant l'activité sidérurgique figurent en rouge ou en rose bordé de rouge (enceintes).

Plusieurs enceintes protohistoriques associées à des ateliers d'extraction et de traitement du minerai sidérurgique, datant de l'âge du fer, sont recensées dans un périmètre réduit sur le territoire communal,,. Ces constructions quadrangulaires, qui possèdent une longueur comprise entre 60 et 140 m pour une largeur allant de 55 à 155 m (soit un rapport d'environ 1,4), sont formées d'un fossé doublé d'un talus composé de terre et dont chaque angle est augmenté d'une petite éminence circulaire ; en outre, ces enclos de fortifiés disposent, pour la plupart, d'au moins un accès.
L'une de ces structures, dont le plan se présente sous l'aspect d'un trapèze, a été mise en évidence dans les années 1970 par des clichés réalisés au moyen de prospections aériennes,. La photographie de ce site montre des contours, probablement des fossés, de couleur vert sombre ; ils apparaissent blancs sur un cliché de l'IGN en 1974, probablement en raison de la résurgence d'argile ou de calcaire. Les fouilles effectués sur l'un de ces gisements, situé au lieu-dit de « l'Idée », ont notamment permis de dégager un four à réduction directe muni d'une plaque confectionnée à partir d'argile et de rognons de silex,. Bien que ces pièces archéologiques aient été attribuées à l'époque laténienne (second âge du fer) par Gérard Cordier en raison de leurs fortes similarités avec les bas-fourneaux retrouvés dans la région du Siegerland ou ceux mis au jour dans le Jura bernois, cette datation demeure, en l'absence d'éléments matériels suffisants, peu ou pas assez fiable,. En revanche, le toponyme Champ bleu, site ayant livré des traces d'exploitations minières, indique une ancienne activité sidérurgique. Les scories retrouvées sur place sont, en raison de l'imperfection des techniques d'extraction du fer de l'époque, encore fortement métallisées et elles sont même, au XIXe siècle, récupérées pour être à nouveau utilisées dans des forges à Luçay-le-Mâle.

### Antiquité
La période antique, par contre, est assez mal documentée. Au cours de l'époque gallo-romaine, plus précisément au Haut-Empire, bien qu'il soit localisé à la frontière du territoire biturige, le site de Nouans, fait a priori partie intégrante de la civitas des Turones.
Une tombe gallo-romaine, dite « à épée », pouvant s'apparenter aux sépultures qui appartiennent au groupe de « Fléré », aurait été mise en évidence au hameau de Mazère. Le mobilier inséré dans la sépulture, de type « aristocratique », se compose notamment d'une épée, la probable présence d'un casque ayant été également signalée. Selon son découvreur, l'abbé Bourderioux, cette pièce d'armure présenterait de fortes similitudes avec le casque d'Agris. Cependant, en l'absence de matériel archéologique suffisamment conséquent, d'études, d'analyses et de publications abouties, les découvertes effectuées au sein de cette tombe ne peuvent être interprétées avec certitude. Des fragments de tegulae, indices de constructions antiques, ont également été trouvés à proximité.

### Moyen Âge
Quelques sarcophages d'époque mérovingienne ont sans doute été mis au jour, mais perdus. Lors de leur découverte, à la fin des années 1930, ces cercueils datés du Haut Moyen Âge, mis en évidence à l'ouest du centre-bourg, sont apparus, pour nombre d'entre eux, sous la forme d'une simple sépulture plate, certains isolés et d'autres regroupés ; cet éparpillement laisse supposer, selon Gérard Cordier, l'existence d'une nécropole. Néanmoins, en raison d'une quasi-absence de fouilles approfondies et programmées, ces tombeaux mérovingiens n'ont révélé que peu d'indices concernant leur viatique, leur disposition spatiale, leur conception artisanale, mais également les défunts auxquels ils étaient destinés. Il est possible que ces sépultures soient liées à la présence d'un premier édifice cultuel à proximité.
Une motte castrale, située au nord du bourg, est mentionnée dans un cartulaire du début du XIIIe siècle. À la même époque, les sources historiques évoquent quelques aménagements ou constructions à Nouans-les-Fontaines : l'église en 1200, un four en 1216 et une voie en 1126. Les textes évoquent également un enclos autour de l'église, limité par des fossés disparus au XIXe siècle et peut-être partiellement bâti ou incluant le cimetière médiéval. L'église puis cet enclos structurent le village qui se construit autour d'eux. L'existence de la paroisse est d'ailleurs attestée dès l'an 1100.

### Époque moderne
La Réforme protestante s'implante en Touraine au XVIe siècle, avec une communauté forte d'environ 2 000 fidèles à Tours, recrutés notamment parmi les artisans du textile, et accompagnés par deux ou trois pasteurs. Alors qu'à Tours, la réaction antiprotestante est brutale dès 1561, l'édit d'Amboise de 1563, qui prévoit une certaine liberté de conscience, protège le culte privé dans les localités sans église. D'autres îlots protestants tourangeaux subsistent, notamment au sud de la Loire, à Chinon et l'Île Bouchard, également à Montoire, ainsi qu'à Vendôme, ville dans laquelle Antoine de Bourbon et Jeanne d'Albret ont implanté le culte protestant. L'influence des protestants à Nouans quant à elle est forte, pendant les guerres de Religion. La ligue catholique s'y implante à son tour, se livrant à des pillages et des saccages, les ligueurs s'installant au château de Cloffy.
Présenté à l'occasion des États généraux de 1789, le cahier de doléances du tiers état pour la paroisse de Nouans reprend des demandes communément exprimées dans ce type de document : simplification du système d'imposition et suppression de la plupart des privilèges, pour une gestion de la nation plus rigoureuse et plus juste. Vers la fin du XVIIIe siècle, dans les années 1795-1796, alors que l'arrondissement de Loches est en proie à des conflits à caractère politique opposant les partisans du royalisme à ceux enclins au courant républicain, la commune de Nouans, alors fief du « curé bleu Goupy », se révèle favorable à la Première République.

### Époque contemporaine

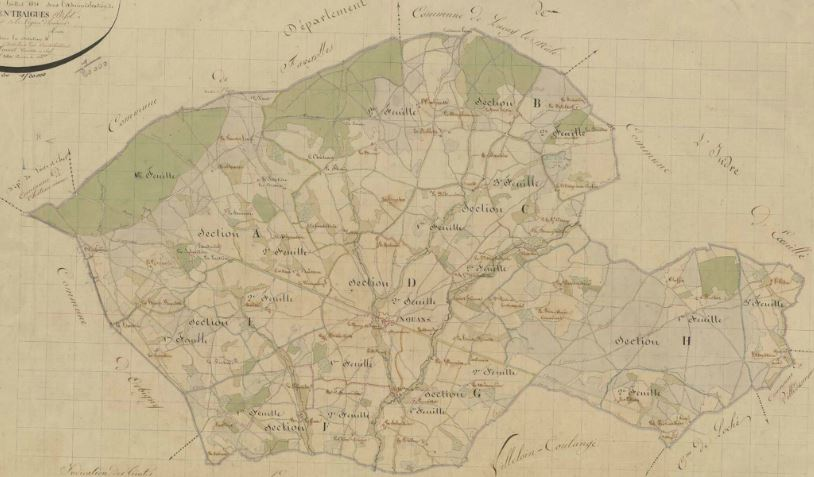
Plan d'assemblage cadastral de Nouans au début des années 1830.

Les premiers remaniements et assemblages cadastraux de la commune sont réalisés au début des années 1830. En décembre 1852, alors que se déroule le second plébiscite, qui permet à Napoléon III d'asseoir sa légitimité, l'ancien président, élu empereur, recueille la quasi-unanimité des suffrages de la commune : 273 des 275 votants (pour un total de 317 inscrits), se prononcent favorablement.
| - Au début du XXe siècle. - En 2018. |

En 1902, la ligne ferroviaire Ligueil-Loches-Écueillé est mise en chantier. Le chemin de fer à voie métrique, concédé à la compagnie des chemins de fer départementaux passe par Nouans-les-Fontaines où une gare est construite. L'inauguration du tronçon est de la ligne a lieu en 1907 ; la gare d'Écueillé accueille déjà le chemin de fer du Blanc-Argent, ce qui devrait augmenter le trafic sur la ligne nouvelle mais les prévisions ne sont pas atteintes et la ligne ferme en 1949, comme la plupart des autres lignes départementales.

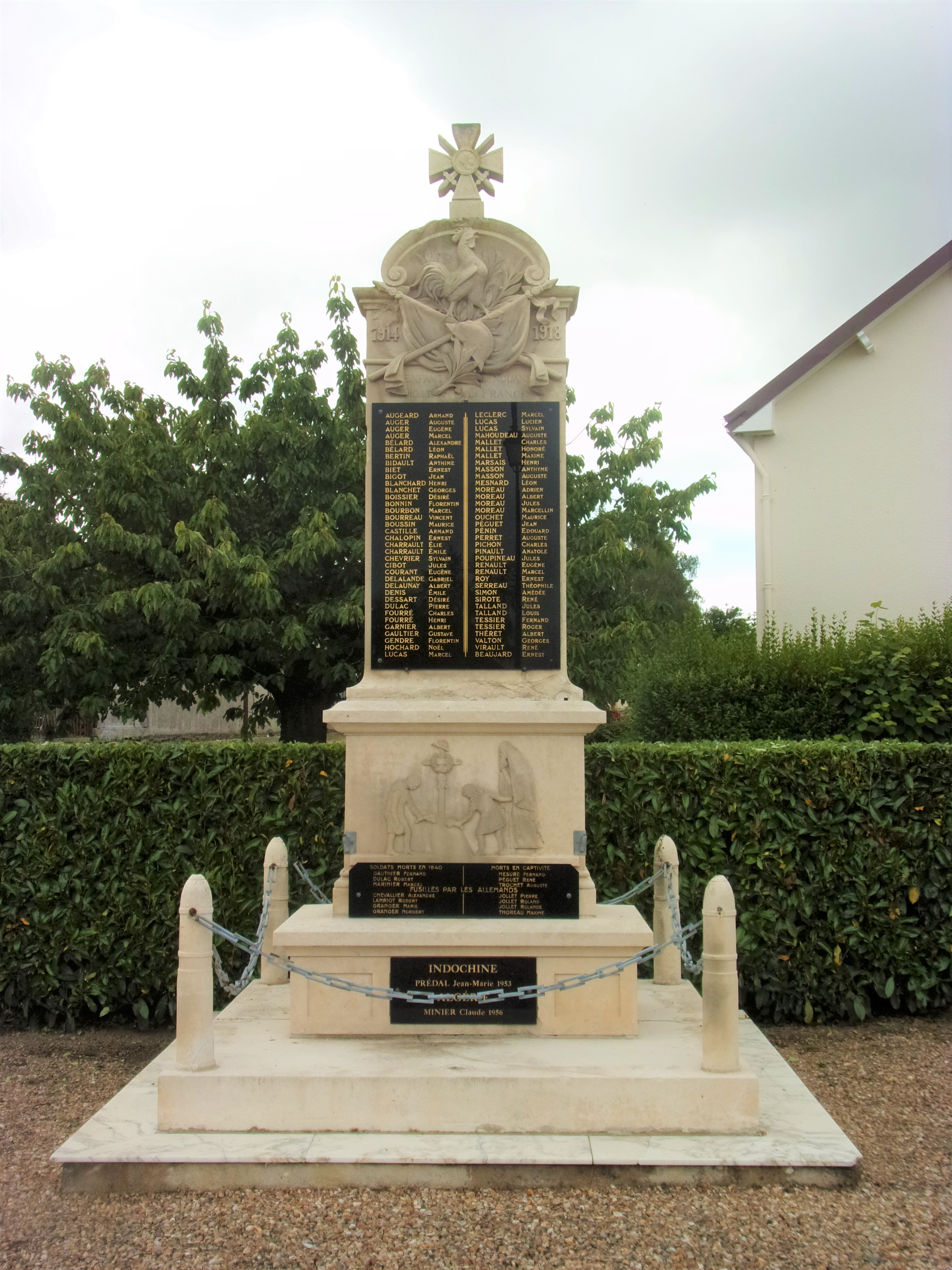
Monument aux morts.

La Première Guerre mondiale fait 72 victimes dans les rangs des conscrits nouanais. Entre 1940 et le 1er mars 1943, durant l'occupation allemande, Nouans-les-Fontaines, qui se trouve à quelques dizaines de kilomètres de la ligne de démarcation, fait partie des 57 communes de la zone libre lochoise. Lors de la Guerre de 1939-45, ce sont 14 personnes qui meurent, certaines à Nouans-les-Fontaines même, pendant l'été 1944 : alors que les Allemands cherchent à quitter la région même s'ils tiennent encore plusieurs places importantes comme Loches, de violents combats les opposent aux maquis locaux. Le 24 août, à Nouans, à la ferme des Lambinet, sept civils et un garde-chasse font l'objet d'une arrestation puis d'une exécution par les troupes allemandes,. Le matin du 29 août, ils exécutent six habitants d'une ferme lors d'une opération de représailles. L'après-midi du même jour, un autre groupe de soldats allemands incendie plusieurs fermes et tue un otage au sud de Nouans. Nouans-les-Fontaines est l'une des dernières villes de la partie sud-est de l'Indre-et-Loire à se voir libérée par les forces alliées. Deux autres soldats originaires de la commune meurent ultérieurement, l'un en Indochine, l'autre en Algérie.
Le plan cadastral de Nouans fait l'objet d'une rénovation en 1954. En octobre 2013, un projet d'implantation de 6 éoliennes pour une puissance globale de 12 mégawatts est lancé sur le territoire de la commune. Des études d'impact environnemental sont réalisées en 2014 et, en avril 2015, le projet fait l'objet d'une enquête publique. De nombreuses oppositions se manifestent et, le 6 avril 2016, le préfet de région annonce le rejet du projet en raison de son impact négatif sur le paysage.

## Politique et administration

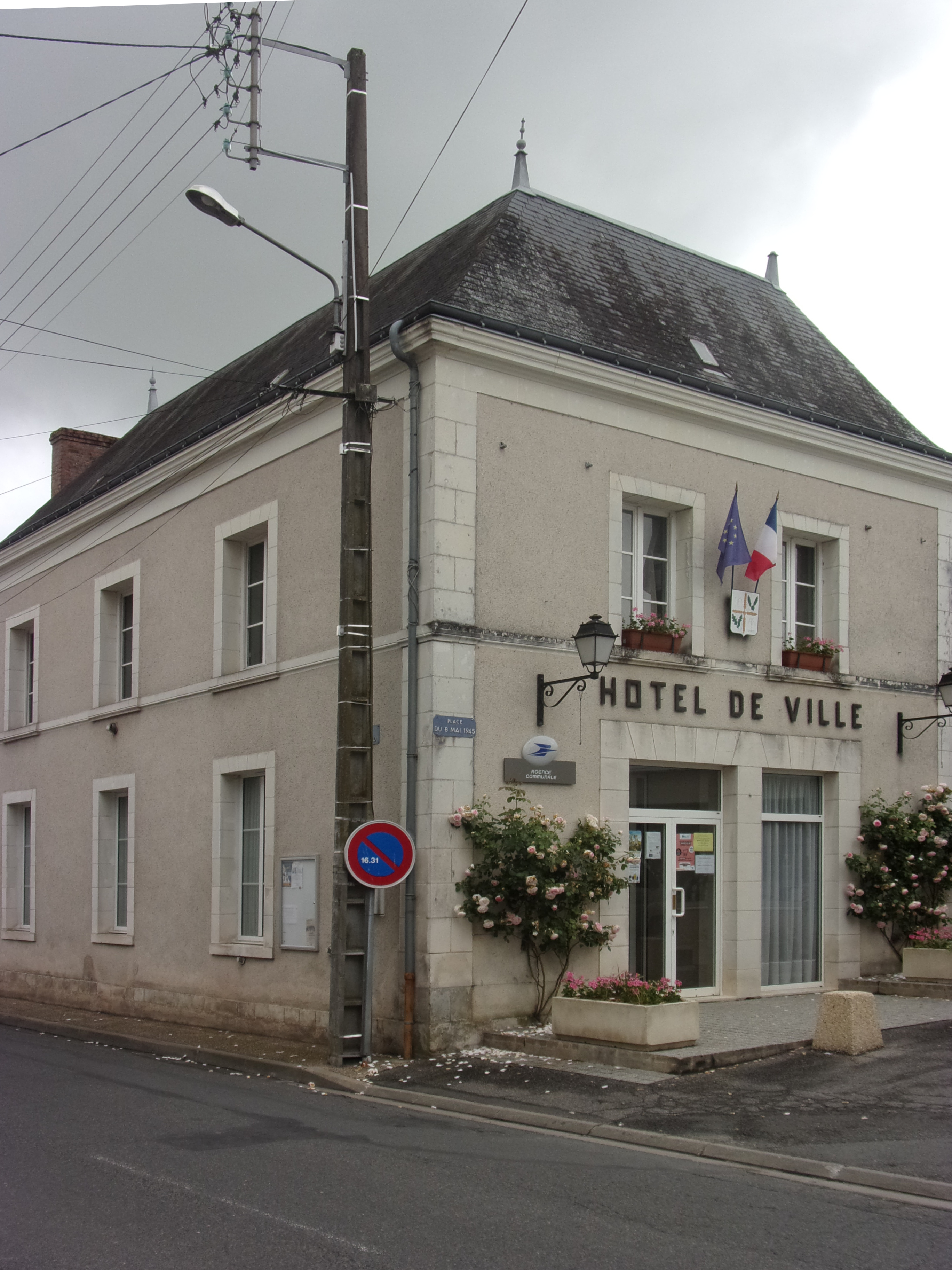
Hôtel de ville de Nouans.

### Découpage territorial

#### Rattachements administratifs et électoraux
Nouans-les-Fontaines est, depuis le redécoupage cantonal de 2014, l'une des 29 communes qui composent le canton de Loches. Elle est également rattachée à l'arrondissement de Loches et à la 3e circonscription de l'Indre-et-Loire.
Depuis le 1er janvier 2010 et la suppression du tribunal d'instance de Loches, le tribunal d'instance de Tours est compétent pour l'ensemble du département. Toutes les juridictions intéressant Nouans-les-Fontaines sont ainsi regroupées à Tours, à l'exception du tribunal administratif et de la cour d'appel qui siègent à Orléans, préfecture de la région Centre-Val de Loire.

#### Intercommunalité
Nouans-les-Fontaines faisait partie, jusqu'au 31 décembre 2016, de la communauté de communes de Montrésor (CCM) qui exerçait ses compétences dans les dix communes constituant l'ancien canton de Montrésor. Depuis le 1er janvier 2017, la commune est intégrée à la nouvelle communauté de communes Loches Sud Touraine qui reprend les mêmes attributions dans un périmètre géographique élargi à 68 communes.
Le syndicat intercommunal d'énergie d'Indre-et-Loire (SIEIL), fondé en 1937, assure le contrôle et la coordination de l'ensemble des concessionnaires opérant sur l'Indre-et-Loire dans le domaine de la distribution de gaz et d'électricité ; il intervient également sur le renforcement des réseaux de distribution d'électricité. Pour toutes les communes d'Indre-et-Loire, Tours exceptée, l'adhésion au service « Électricité » du SIEIL à titre individuel est rendue obligatoire par arrêté préfectoral en date du 23 avril 2008. Nouans-les-Fontaines a également choisi de bénéficier du service « Gaz » du SIEIL.
Le syndicat mixte Touraine propre regroupe plusieurs communautés de communes ou syndicats mixtes intercommunaux d'Indre-et-Loire. Il a pour rôle de favoriser et fédérer les actions en matière de réduction et de valorisation des déchets ménagers. Nouans-les-Fontaines y est rattachée, au travers de l'adhésion collective de la communauté de communes dont elle fait partie.
Nouans est concernée par le périmètre de gestion des eaux du « SAGE Cher aval », une zone qui s'étend sur 148 communes et recouvre une superficie d'environ 2 400 km2.

### Tendances politiques et résultats

#### Élection présidentielle la plus récente
En 2017, au deuxième tour de l'élection présidentielle, Emmanuel Macron (En marche !), élu, a obtenu 58,81 % des voix et Marine Le Pen (FN), 41,19 %. Le taux de participation s'est élevé à 81,22 %.

#### Élection municipale la plus récente
Le nombre d'habitants au recensement de 2011 étant compris entre 500 et 1 499, le nombre de membres du conseil municipal pour l'élection de 2014 est de 15.
Lors des élections municipales de 2014, les quinze conseillers municipaux ont été élus dès le premier tour ; le taux de participation était de 74,76 %.

### Liste des maires
| Période                                  | Période           | Identité                          | Étiquette | Qualité                                               |
| ---------------------------------------- | ----------------- | --------------------------------- | --------- | ----------------------------------------------------- |
| décembre 1792                            | avril 1794        | Antoine Augé                      |           | Tailleur                                              |
| Les données manquantes sont à compléter. |                   |                                   |           |                                                       |
| octobre 1802                             | 10 mars 1803      | Jean-Marie Durand                 |           | Équarrisseur, propriétaire foncier                    |
| novembre 1803                            | avril 1816        | Louis Mardelle                    |           | Marchand meunier                                      |
| mai 1816                                 | juillet 1846      | Hyacinthe L'Huillier Delamardelle |           | Propriétaire foncier                                  |
| juillet 1846                             | avril 1859        | Valentin Loiseau                  |           | Propriétaire foncier                                  |
| avril 1859                               | mai 1884          | Jules Bernardeau                  |           | Propriétaire foncier                                  |
| mai 1884                                 | 25 septembre 1894 | Hermand Bigault                   |           | Négociant, meunier                                    |
| novembre 1894                            | mai 1925          | Louis Bigot                       | RG        | Meunier, conseiller général d'Indre-et-Loire en 1910. |
| mai 1925                                 | juin 1933         | Auguste Simon                     |           | Agriculteur                                           |
| juillet 1933                             | mai 1953          | Albert Blanchet                   | SFIO      | Bourrelier, conseiller général                        |
| mai 1953                                 | mars 1971         | René Jourdain                     |           | Chef d'entreprise                                     |
| mars 1971                                | mars 2008         | Maurice Bourdin                   |           | Chef d'entreprise                                     |
| mars 2008                                | mars 2014         | Bernard Martineau                 |           | Agriculteur                                           |
| mars 2014                                | En cours          | Éric Moreau                       | DVD       | Agriculteur                                           |

### Politique de développement durable

#### Eau potable et assainissement
Quatre forages exploitant les nappes du Cénomanien ou du Turonien assurent l'alimentation en eau potable de Nouans-les-Fontaines et des neuf autres communes de l'ancienne communauté de communes de Montrésor dans le cadre d'un dispositif entièrement mutualisé. En 2015, 5 700 foyers sont raccordés à ce réseau sur le territoire des dix communes couvertes.
L'assainissement des eaux usées de Nouans-les-Fontaines repose, de manière collective, sur une station d'épuration par lagunage naturel d'une capacité de 720 EH (équivalent-habitant), avec rejet des eaux épurées dans la Tourmente en aval du bourg.

#### Déchets ménagers
Le traitement et la collecte des déchets ménagers sont pris en charge par la communauté de communes qui confie cette mission à une entreprise privée. Déchets ménagers et recyclables sont collectés en porte-à-porte de manière hebdomadaire ; une déchèterie est installée dans la commune ; des conteneurs fixes collectent verre et papiers.

### Finances locales
Le tableau qui suit détaille l'évolution de la capacité d'autofinancement (CAF), un des indicateurs des finances locales de Nouans-les-Fontaines, sur une période de onze ans :
|                      | 2006 | 2007 | 2008 | 2009 | 2010 | 2011 | 2012 | 2013 | 2014 | 2015 | 2016 |
| -------------------- | ---- | ---- | ---- | ---- | ---- | ---- | ---- | ---- | ---- | ---- | ---- |
| Nouans-les-Fontaines | 95   | 116  | 66   | 97   | 103  | 160  | 155  | 120  | 104  | 131  | 139  |
| Moyenne de la strate | 161  | 167  | 166  | 162  | 173  | 194  | 194  | 187  | 188  | 180  | 186  |

| ■ CAF de Nouans-les-Fontaines ■ CAF moyenne de la strate Ordonnées du graphique : valeurs de la CAF exprimées en €/habitant. |

Sur la période considérée (entre 2005 et 2016), la capacité d'autofinancement de la commune demeure strictement et largement inférieure à la valeur moyenne de la strate. Le « résultat comptable », très variable selon les années, est régulièrement inférieur à celui de la strate. Enfin, le fonds de roulement, toujours positif, évolue autour de la moyenne de la strate,.

## Population et société

### Démographie
Les habitants de Nouans-les-Fontaines sont les Nouanais.

#### Évolution démographique
Les premières informations précises sur la population de la paroisse de Nouans datent de 1605, avec les registres paroissiaux des baptêmes. En 1691, la population de la paroisse est de 228 feux.
L'évolution du nombre d'habitants est connue à travers les recensements de la population effectués dans la commune depuis 1793. Pour les communes de moins de 10 000 habitants, une enquête de recensement portant sur toute la population est réalisée tous les cinq ans, les populations de référence des années intermédiaires étant quant à elles estimées par interpolation ou extrapolation. Pour la commune, le premier recensement exhaustif entrant dans le cadre du nouveau dispositif a été réalisé en 2006.

En 2022, la commune comptait 669 habitants, en évolution de −11,86 % par rapport à 2016 (Indre-et-Loire : +1,67 %, France hors Mayotte : +2,11 %).
| 1793  | 1800  | 1806  | 1821  | 1831  | 1836  | 1841  | 1846  | 1851  |
| ----- | ----- | ----- | ----- | ----- | ----- | ----- | ----- | ----- |
| 1 007 | 1 019 | 1 123 | 1 165 | 1 197 | 1 155 | 1 001 | 1 107 | 1 140 |

| 1856  | 1861  | 1866  | 1872  | 1876  | 1881  | 1886  | 1891  | 1896  |
| ----- | ----- | ----- | ----- | ----- | ----- | ----- | ----- | ----- |
| 1 159 | 1 239 | 1 299 | 1 319 | 1 313 | 1 410 | 1 445 | 1 476 | 1 462 |

| 1901  | 1906  | 1911  | 1921  | 1926  | 1931  | 1936  | 1946  | 1954  |
| ----- | ----- | ----- | ----- | ----- | ----- | ----- | ----- | ----- |
| 1 519 | 1 529 | 1 441 | 1 307 | 1 323 | 1 347 | 1 333 | 1 279 | 1 251 |

| 1962  | 1968  | 1975 | 1982 | 1990 | 1999 | 2006 | 2011 | 2016 |
| ----- | ----- | ---- | ---- | ---- | ---- | ---- | ---- | ---- |
| 1 158 | 1 015 | 872  | 879  | 828  | 789  | 790  | 793  | 759  |

| 2021 | 2022 | - | - | - | - | - | - | - |
| ---- | ---- | - | - | - | - | - | - | - |
| 692  | 669  | - | - | - | - | - | - | - |

|                                           | 1968 - 1975 | 1975 - 1982 | 1982 - 1990 | 1990 - 1999 | 1999 - 2009 | 2009 - 2014 |
| ----------------------------------------- | ----------- | ----------- | ----------- | ----------- | ----------- | ----------- |
| Taux de variation annuel de la population | - 2,2 %     | + 0,1 %     | - 0,7 %     | - 0,5 %     | 0,0 %       | - 0,2 %     |
| Solde naturel                             | - 0,1 %     | - 0,5 %     | - 0,6 %     | - 0,1 %     | - 0,3 %     | - 0,7 %     |
| Solde migratoire                          | - 2,1 %     | + 0,6 %     | - 0,2 %     | - 0,3 %     | + 0,3 %     | + 0,5 %     |

Lors du dernier recensement statistique effectué par l'Insee au 1er janvier 2015, la population municipale de Nouans-les-Fontaines était de 770 habitants, accusant ainsi une baisse de 11 habitants par rapport au recensement précédent. Hormis une  légère augmentation de son solde naturel, entre 1975 et 1982, résultant essentiellement du solde migratoire de la commune, cet indicateur statistique a globalement diminué depuis 1968. Par ailleurs la commune a perdu une trentaine d'habitants entre 2012 et 2017 ; le maire pointe du doigt les règles immobilières prescrites par l'architecte des bâtiments de France, qui rendent les bâtiments du centre-ville moins attractifs en raison du surcoût imposé à leurs aménagements par la proximité de l'église (monument historique).

#### Pyramide des âges
La population de la commune est relativement âgée.
En 2018, le taux de personnes d'un âge inférieur à 30 ans s'élève à 23,9 %, soit en dessous de la moyenne départementale (34,9 %). À l'inverse, le taux de personnes d'âge supérieur à 60 ans est de 38,4 % la même année, alors qu'il est de 27,8 % au niveau départemental.
En 2018, la commune comptait 358 hommes pour 383 femmes, soit un taux de 51,69 % de femmes, légèrement inférieur au taux départemental (51,91 %).
Les pyramides des âges de la commune et du département s'établissent comme suit.
| Hommes | Classe d’âge | Femmes |
| ------ | ------------ | ------ |
| 0,9    | 90 ou +      | 1,9    |
| 11,0   | 75-89 ans    | 14,9   |
| 26,3   | 60-74 ans    | 21,8   |
| 21,3   | 45-59 ans    | 24,4   |
| 14,8   | 30-44 ans    | 15,0   |
| 11,5   | 15-29 ans    | 11,0   |
| 14,2   | 0-14 ans     | 11,0   |

| Hommes | Classe d’âge | Femmes |
| ------ | ------------ | ------ |
| 0,9    | 90 ou +      | 2,2    |
| 7,9    | 75-89 ans    | 10,2   |
| 17,3   | 60-74 ans    | 18,1   |
| 19,8   | 45-59 ans    | 19,1   |
| 17,9   | 30-44 ans    | 17,2   |
| 18,5   | 15-29 ans    | 17,5   |
| 17,6   | 0-14 ans     | 15,6   |

### Enseignement
Dans le cadre d'un regroupement pédagogique intercommunal avec sa voisine Orbigny, Nouans-les-Fontaines accueille, pour l'année scolaire 2016-2017, les enfants des deux communes scolarisés dans l'école maternelle. L'autre commune du regroupement accueille les élèves de l'école élémentaire. Un dispositif de transport scolaire est mis en place entre les deux chefs-lieux communaux.
La carte scolaire pour la rentrée 2016 prévoit la scolarisation des étudiants de Nouans-les-Fontaines dans le collège de Montrésor et le lycée de Loches. Le transport scolaire, distinct de celui organisé pour les élèves du cycle élémentaire, est assuré entre les différentes communes concernées.

### Vie culturelle et sportive

#### Équipements collectifs

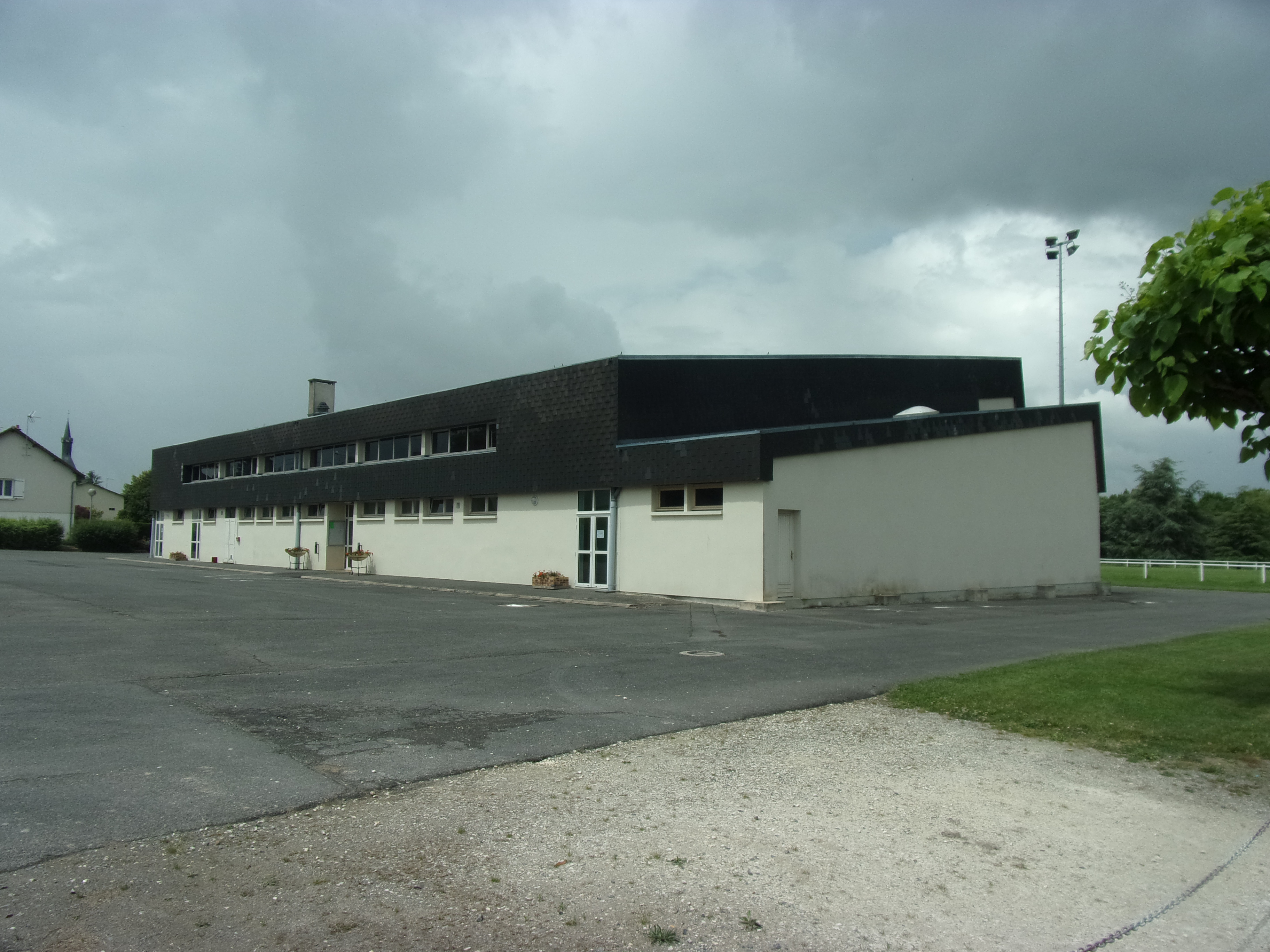
Salle polyvalente.

La commune possède, depuis le milieu des années 1960, une piscine découverte. C'est la troisième commune du département à se doter d'un tel équipement. Un court de tennis et un gymnase sont également à la disposition des habitants. Un stade municipal, à découvert, est également implanté sur le territoire communal. Ouvert en 1982, ce complexe sportif, long de 110 m pour 60 de large et une surface d'évolution de 51 878 m2, est destiné à la pratique du football et du football en salle,. Cette installation sportive est munie de vestiaires et aménagée d'un parking comportant 28 places,.
La commune dispose par ailleurs d'une salle polyvalente.

#### Tissu associatif
Le site net1901.org recense 32 associations loi 1901 ayant leur siège à Nouans-les-Fontaines. Elles interviennent dans le domaine du sport, de la culture ou de l'activité sociale.

#### Foires, marchés et événements culturels ou sportifs
La commune ne dispose actuellement d'aucun marché régulier. En revanche, une foire, la « foire aux brochettes », est traditionnellement organisée à Nouans. La 55e édition de ce rendez-vous culturel s'est déroulée en 2015,.
Plusieurs expositions temporaires se tiennent au long de l'année à la Maison Jean Fouquet et dans les locaux du musée archéologique « Le Temps d'une rencontre »,.
Des concours hippiques, organisés par l'association « Nouans Jump », se déroulent régulièrement au domaine du Moulin Neuf, un complexe équestre qui possède des écuries et des aménagements permettant l'élevage des chevaux,,,.

### Santé et services d'urgence

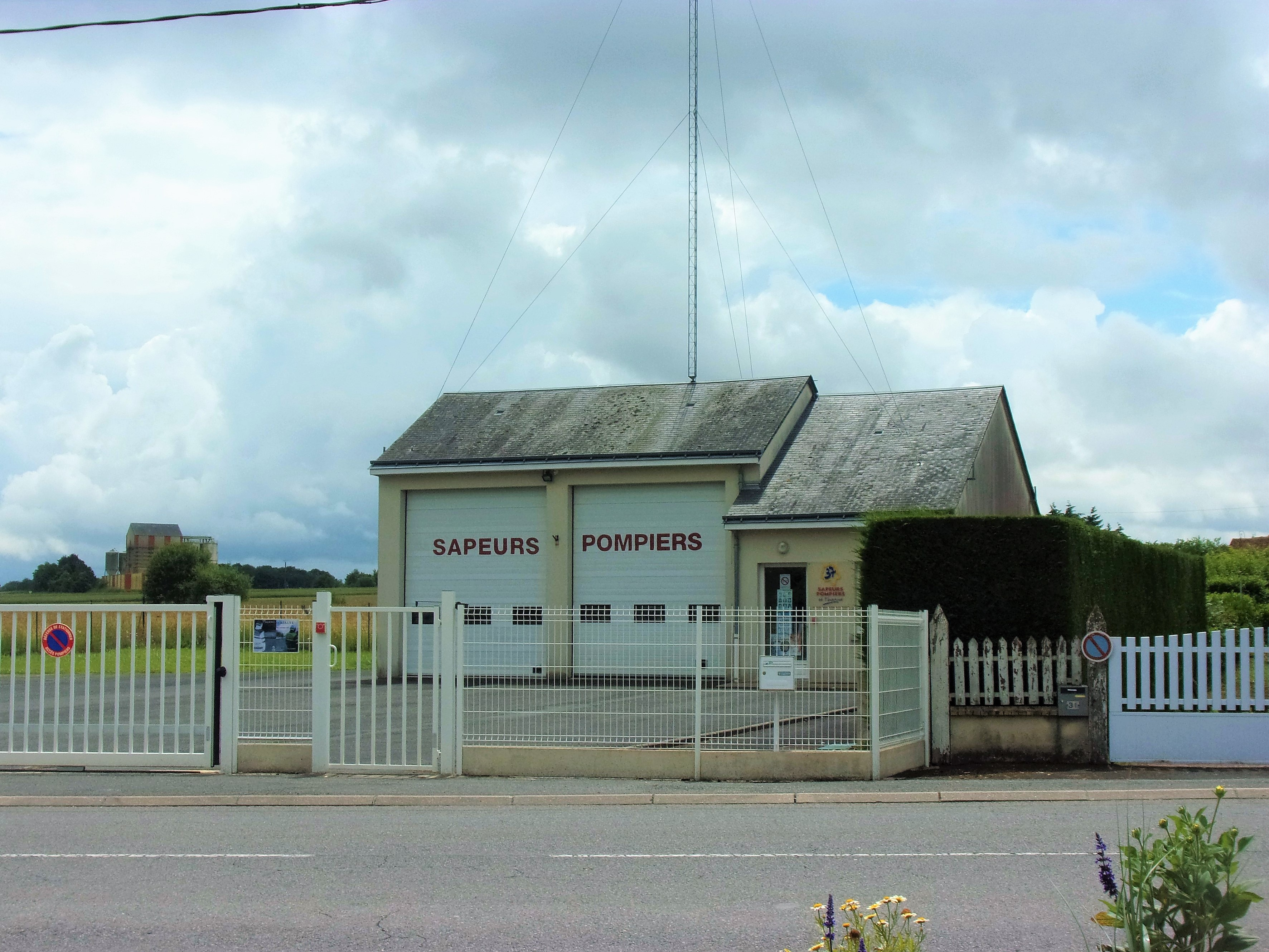
Centre des pompiers.

Aucun médecin généraliste n'est installé à Nouans-les-Fontaines, les plus proches exerçant à Montrésor ou Écueillé. L'hôpital le plus proche est, en 2017, le centre hospitalier de Châtillon-sur-Indre.
Un centre de première intervention des sapeurs pompiers est implanté à Nouans-les-Fontaines.

### Médias et numérique
Le quotidien régional La Nouvelle République du Centre-Ouest consacre quelques pages de son édition Indre-et-Loire, Touraine Est, à l’actualité du canton de Loches. La chaîne de télévision TV Tours Val de Loire et la station de radio France Bleu Touraine relaient les informations locales.
La commune ne possède pas en 2017 de réseau à haut débit par fibre optique.

### Cultes

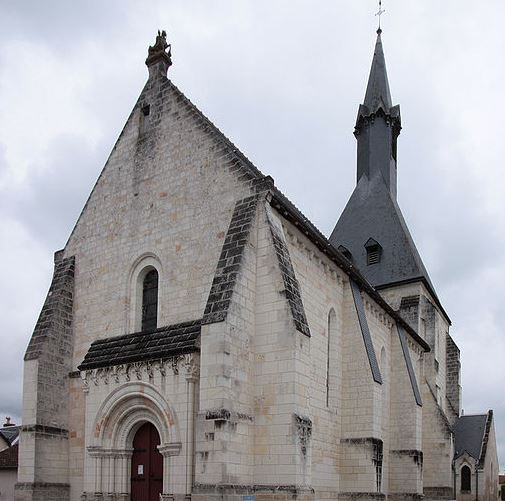
L'église Saint-Martin.

Le territoire de Nouans-les-Fontaines est rattaché à la paroisse de Montrésor au sein du doyenné de Loches, lui-même partie de l'archidiocèse de Tours, au même titre que six autres doyennés. En 2017, l'église Saint-Martin de Nouans-les-Fontaines est l'un des lieux de culte catholique de cette paroisse où des offices sont célébrés.

## Économie

### Revenus de la population et fiscalité
En 2015, le revenu fiscal médian par ménage est de 28 076 €, alors que la moyenne départementale s'établit à 32 011 € et que celle de la France métropolitaine est de 32 409 €. Pour l'année 2013, le revenu disponible par ménage était de 18 463 €, tandis que la moyenne au niveau départemental s'élevait à 20 403 €.

### Tissu économique

#### Ensemble des données entrepreunariales et salariales
Le tableau suivant a pour objectif de détailler le nombre d'entreprises implantées en 2014 à Nouans-les-Fontaines selon leur secteur d'activité et le nombre de leurs salariés :
|                                                              | Total | %    | 0 salarié | 1 à 9 salariés | 10 à 19 salariés | 20 à 49 salariés | 50 salariés ou plus |
| ------------------------------------------------------------ | ----- | ---- | --------- | -------------- | ---------------- | ---------------- | ------------------- |
| Ensemble                                                     | 88    | 100  | 68        | 17             | 2                | 1                | 0                   |
| Agriculture, sylviculture et pêche                           | 30    | 34,1 | 23        | 7              | 0                | 0                | 0                   |
| Industrie                                                    | 5     | 5,7  | 1         | 1              | 2                | 1                | 0                   |
| Construction                                                 | 1     | 1,1  | 0         | 1              | 0                | 0                | 0                   |
| Commerce, transports, services divers                        | 44    | 50,0 | 38        | 6              | 0                | 0                | 0                   |
| dont commerce et réparation automobile                       | 15    | 17,0 | 13        | 2              | 0                | 0                | 0                   |
| Administration publique, enseignement, santé, action sociale | 8     | 9,1  | 6         | 2              | 0                | 0                | 0                   |
| Champ : ensemble des activités.                              |       |      |           |                |                  |                  |                     |

En 2016, 7 nouveaux établissements ont été créés, dont 85,7 % dans le domaine des services. Par ailleurs, concernant l'exercice 2015, sur l'ensemble des 88 structures entrepreunariales implantées au sein du territoire communal, 62,5 % appartiennent à la sphère dite productive. Les emplois satisfaisant les besoins locaux demeurent fortement minoritaires puisque leur part est de 20,5 % sur l'ensemble des postes salariés.
Malgré tout, la fragilité globale de son économie communale vaut à Nouans-les-Fontaines d'être classée en zone de revitalisation rurale par arrêté du 16 mars 2017.

#### Agriculture
Le tableau ci-dessous a pour but de présenter, en données chiffrées et répertoriées sur une période de 22 ans, une synthèse des principales caractéristiques des exploitations agricoles de Nouans-les-Fontaines :
|                                            | 1988  | 2000  | 2010          |
| ------------------------------------------ | ----- | ----- | ------------- |
| Nombre d’exploitations                     | 71    | 43    | 29            |
| Équivalent Unité de travail annuel         | 93    | 53    | 41            |
| Surface agricole utile (SAU) (ha)          | 3 784 | 3 460 | 3 363         |
| Cheptel (nombre de têtes)                  | 1 760 | 1 535 | 2 040         |
| Terres labourables (ha)                    | 3 371 | 3 304 | 3 209         |
| Cultures permanentes (ha)                  | 8     | 2     | Non renseigné |
| Surface toujours en herbe (ha)             | 400   | 151   | 154           |
| Superficie moyenne d’une exploitation (ha) | 24,79 | 80,47 | 115,97        |

Les données relevées sur la période de référence mettent en évidence que le nombre des exploitations agricoles, passant de 71 en 1988 à 29 en 2010, diminue fortement au profit d'une importante augmentation de leur surface moyenne. A contrario, le cheptel, bien qu'il ait été marqué par une baisse en 2000, progresse malgré tout d'environ 15,9 % sur 22 ans. Par ailleurs, les dernières observations réalisées par le Ministère de l'Agriculture, de l'Agroalimentaire et de la Forêt en 2000 et 2010, montrent que le secteur agricole de la commune s'oriente vers la polyculture et le polyélevage.

#### Industrie, commerce et services
L'emplacement de Nouans-les-Fontaines, au carrefour de plusieurs voies au trafic important et à mi-chemin entre les pôles de Saint-Aignan-sur-Cher et Châtillon-sur-Indre, est un élément favorable à l'implantation et au développement d'une économie locale forte.
Une entreprise fabricant des équipements pour salles de sport — qui est le leader européen dans ce domaine — est, avec 52 salariés en 2016, le plus gros employeur de main d'œuvre de la commune mais d'autres entreprises, fabricant de mobilier,, carrossier automobile, coopérative agricole, fabricant de tuyaux en PVC, aménageur paysager, grossiste dans le domaine de l'agroalimentaire, ont également un poids non négligeable dans l'économie de la commune.
Nouans-les-Fontaines propose à ses habitants plusieurs commerces de proximité : épicerie et produits locaux, boulangerie-pâtisserie, café et pizzeria. Une agence postale est ouverte dans la commune.
Aucun établissement ou structure touristique de type hôtel, camping, ou hébergement collectif n'a été recensé sur le territoire communal en 2018. Les services de plusieurs gîtes ruraux et chambres d'hôtes sont toutefois proposés à Nouans-les-Fontaines.

### Emploi
Les deux tableaux suivants révèlent les chiffres-clés de l'emploi à Nouans-les-Fontaines et leur évolution de 2009 à 2014, :
|                               | Nouans-les-Fontaines 2009 | Nouans-les-Fontaines 2014 | Évolution |
| ----------------------------- | ------------------------- | ------------------------- | --------- |
| Population de 15 à 64 ans     | 470                       | 448                       | - 4,68 %  |
| Actifs (en %)                 | 71,9                      | 78,2                      | + 8,76 %  |
| dont :                        |                           |                           |           |
| Actifs ayant un emploi (en %) | 62,6                      | 69,9                      | + 12,89 % |
| Chômeurs (en %)               | 9,3                       | 9,0                       | - 3,2 %   |

|                                      | Nouans-les-Fontaines 2009 | Nouans-les-Fontaines 2014 | Évolution |
| ------------------------------------ | ------------------------- | ------------------------- | --------- |
| Nombre d'emplois dans la zone        | 191                       | 188                       | - 1,57 %  |
| Indicateur de concentration d'emploi | 64,6                      | 59,9                      | - 7,27 %  |

Sur la période considérée, tout comme il demeure inférieur à celui de l'échelon métropolitain, le taux de chômage au niveau communal évolue à l'opposé de celui de l'échelon régional (qui est en forte hausse), passant de 9,3 % en 2009 à 9,0 % en 2014, accusant ainsi une baisse de 3,2 % sur 5 ans,. Toutefois, la population active se révèle en forte croissance, puisqu'elle présente un taux de 71,9 % en 2009, pour s'élever à un niveau de 78,2 % en 2014, soit une augmentation de 8,76 %.
En 2014, seuls 109 des 315 actifs dotés d'un emploi et résidant à Nouans-les-Fontaines travaillent dans la commune elle-même.

## Culture locale et patrimoine

### Lieux et monuments

#### Église Saint-Martin

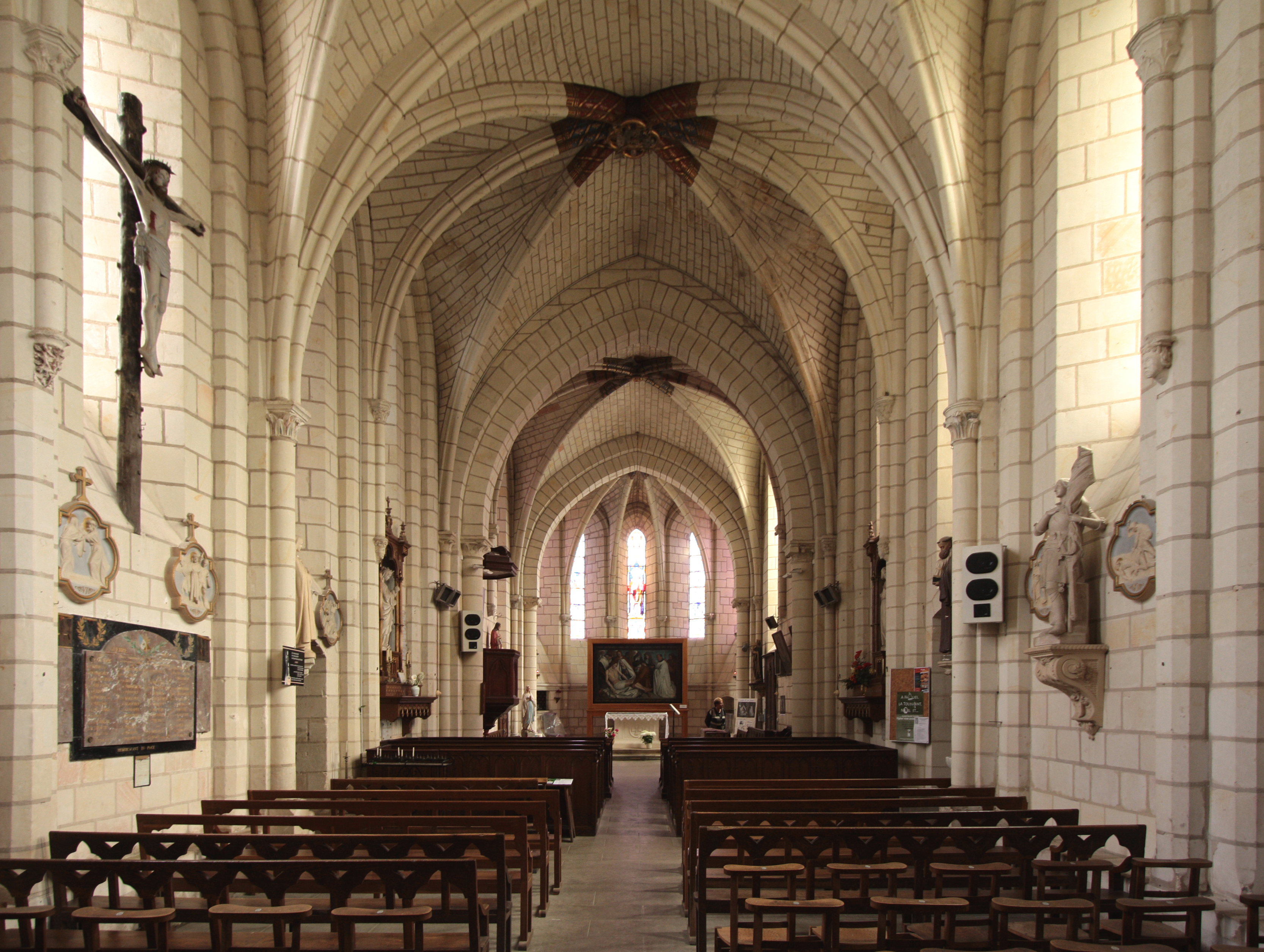
L'église Saint-Martin.

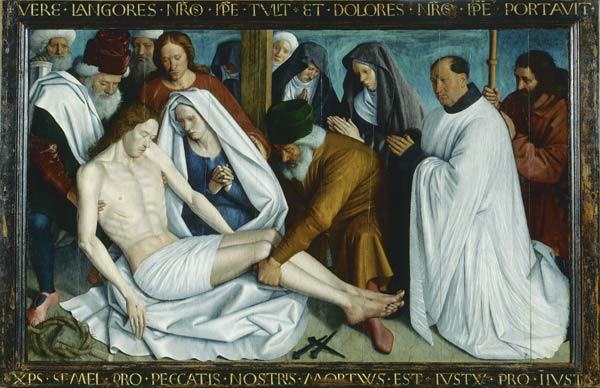
Pietà de Nouans.

L'église Saint-Martin de Nouans-les-Fontaines est un édifice gothique du XIIIe siècle repris au XVe siècle. Il est inscrit au titre des monuments historiques.
Elle contient une peinture sur bois, probable panneau d'un retable attribué au peintre tourangeau Jean Fouquet, dit la pietà de Nouans, découverte en 1931. Cette œuvre constitue le seul retable connu de l'artiste. Il a été peint dans la deuxième moitié du XVe siècle. Le commanditaire, représenté en surplis blanc à droite pourrait être Jacques Jouvenel des Ursins, archevêque de Reims.

#### Autres lieux et monuments

##### Bâtiments

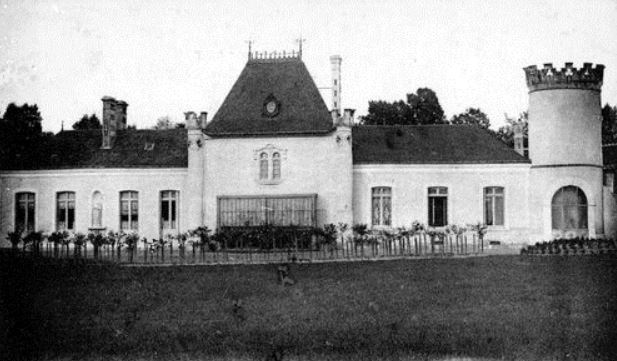
Le château de Cloffy.

Le château de Cloffy, situé dans le sud-est de Nouans, à environ 2,3 km de la commune d'Écueillé, dont le domaine a été antérieurement désigné sous le nom de « Cleoffy », se présente comme une ancienne demeure seigneuriale du XVIe siècle reconstruite au XIXe siècle. Le château de Cloffy a appartenu à la famille L'Huillier de la Mardelle au XIXe siècle et dans la première moitié du XXe siècle,,. En 1590, alors que se déroulent, dans l'ensemble du Lochois, les événements liés à la 8e guerre de religion, l'édifice en plein tombe aux mains des ligueurs,. Le château nouanais est cependant rapidement repris par les habitants de la commune appuyés par les unités stationnées de Loches et de Beaulieu. De l'édifice primitif subsiste une tour pourvue de créneaux attenante au logis moderne du début du XIXe siècle. Un porche également crénelé et toujours en place séparait, au XIVe siècle, les possessions des moines de Villeloin du seigneur de Montrésor, qui se partageaient les bois de Cloffy. Enfin, une fuie, datée du XVIe siècle, est incorporée aux communs,.

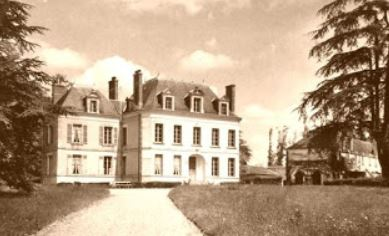
Vue d'ensemble du château du Plessis et de son domaine.

Le château du Plessis, qui a été précédé d'une première bâtisse, a été construit sur un ancien fief dont il est fait mention dès 1209 — « Plessiacus in Parochia de Noento [...] Hebergamentum de Plessio ». Le domaine du Plessis et son ancien logis, dont l'ensemble est, au début du XIIIe siècle, pourvu d'une enceinte fortifiée, ont été successivement la propriété d'Hélie d'Argy, jusqu'en 1217, puis celle de Geoffroy de Murcens, jusqu'en 1226,. À partir de cette date, ce fief, ayant fait l'objet d'une cession de bien, relève désormais de l'abbaye de Villeloin-Coulangé,. Dans la seconde moitié du XIVe siècle, en 1359, alors que se déroulent les événements afférant à la Guerre de Cent Ans, le domaine nouanais, à cette époque connu sous le nom de « Plessis-l'Abbé », fait l'objet d'une invasion par les troupes anglaises occasionnant ainsi le ravage de ses structures fortifiées. Le Plessis, dont l'occupation par les unités Britanniques se prolonge sur une durée d'environ 2 ans, se voit libéré par les troupes de Pierre de Palluau. Ultérieurement, sous la révolution française, l'ancien château de Plessis et ses dépendances, qui appartenaient jusqu'alors à l'abbaye de Villeloin, sont cédés au titre de biens nationaux en application du décret voté au 2 novembre 1789. Le château, sous sa forme actuelle, aurait été érigé vers la fin du XIXe siècle. Hormis son corps de logis, le domaine, dont la surface se développe sur une surface totale d'environ 286 ha, dispose de plusieurs autres bâtiments. L'ensemble de ces annexes, principalement destinées à l'élevage de chevaux et à l'activité agricole, est constitué de deux fermes sur les quatre ayant antérieurement existé, d'une écurie et d'un haras.
Le fief de la Sabardière est connu dès 1324 au travers d'une mention dans une charte émise par Geoffroy de Palluau, seigneur de Montrésor ; le fief appartient alors à un seigneur local connu sous le nom de Perrot Sabart,. Une enceinte en terre semble être le seul vestige du château médiéval. Au XVe siècle, un château vaste est construit, longtemps propriété de la famille de Maussabré, mais il fait place au XIXe siècle à un édifice plus modeste. Il ne reste du premier logis seigneurial qu'une tourelle d'escalier polygonale incluse dans les constructions récentes. Une tour-porche massive, qui contrôlait l'entrée du château, subsiste également mais elle a perdu le pont-levis qui permettait de franchir les douves, comblées. Son rez-de-chaussée conserve cependant la trace d'une porte charretière et d'une poterne.
Trois tuileries ont fonctionné au XIXe siècle, exploitant l'argile extraite localement en bordure des forêts au sud-est du territoire, mais toutes ont cessé leur activité au plus tard en 1910. Deux d'entre elles sont portées à l'inventaire général du patrimoine culturel mais il n'en subsiste qu'une, en mauvais état,,.
Un lavoir, situé au nord-ouest du centre-bourg, est également inventorié sur le territoire communal,. Le plan de projet de construction du bassin public de Nouans-les-Fontaines est réalisé en 1921.

##### Musées
Un immeuble, appelé maison Jean Fouquet, a été racheté par la municipalité, puis a fait l'objet d'un réaménagement afin d'accueillir une exposition permanente consacrée au peintre Jean Fouquet. Cet établissement muséographique a été inauguré en 2008,.
Un musée, appelé « Le Temps d'une rencontre », est consacré aux fouilles et découvertes archéologiques réalisées sur le territoire de Nouans et des communes alentour est implanté rue du Lavoir. Il abrite une exposition permanente essentiellement orientée sur les travaux de recherche de Gérard Cordier et les artefacts préhistoriques, tels que des racloirs, des percuteurs, des nucléus ou encore des haches polies.

### Patrimoine naturel
Nouans-les-Fontaines ne dispose pas de zone naturelle d'intérêt écologique, faunistique et floristique (ZNIEFF), ni d'aire protégée.
L'Inventaire national du patrimoine naturel a inventorié 822 espèces et infra-espèces sur le territoire communal. Sur cet ensemble faunique et floristique, 322 espèces bénéficient d'un statut de protection légale postérieur à 1950 et 37 sont répertoriées en tant qu'espèces menacées.
Parmi les taxons aviaires ayant été observés et recensés sur son territoire, la commune compte le phragmite des joncs, la rousserolle effarvatte, le chevalier guignette, la mésange à longue queue (ou orite à longue queue), l'alouette des champs, le martinet noir, la grande Aigrette, le pipit des arbres, le héron cendré, le fuligule milouin, l'œdicnème criard, le circaète Jean-le-Blanc, le grimpereau des jardins, le chardonneret élégant, le busard Saint-Martin, le grosbec casse-noyaux et la linotte mélodieuse.
La salamandre tachetée, le lézard à deux bandes (ou lézard à deux raies) et le lézard vivipare font partie des taxons amphibiens nichant sur le territoire communal.
Nouans-les-Fontaines abrite plusieurs insectes dont l'Æschne bleue, l'Æschne paisible, le Cordulégastre annelé, le Flambé et le Pennipatte bleuâtre.
Le cerf élaphe, le sanglier, et le chevreuil font partie de la faune mammalienne observée sur le territoire communal.
Les eaux de Nouans abritent des taxons de poissons tels que la carpe à la lune, la Perche soleil et la Loche franche, ainsi qu'une espèce appartenant à la super-classe des agnates, la Lamproie de Planer.
La biodiversité floristique de la commune est représentée par des herbacées telles que l'orchis incarnat, l'épipactis des marais, le gaillet glauque, la bugrane naine (Ononis pusilla, aussi appelée Ononis de Colonna), l'aigremoine eupatoire, le calament népéta ou encore le bugle de Genève ; et des essences arbustives, dont l'érable sycomore, le bouleau pubescent et le charme.

Sélection de représentants de la faune et de la flore de Nouans-les-Fontaines
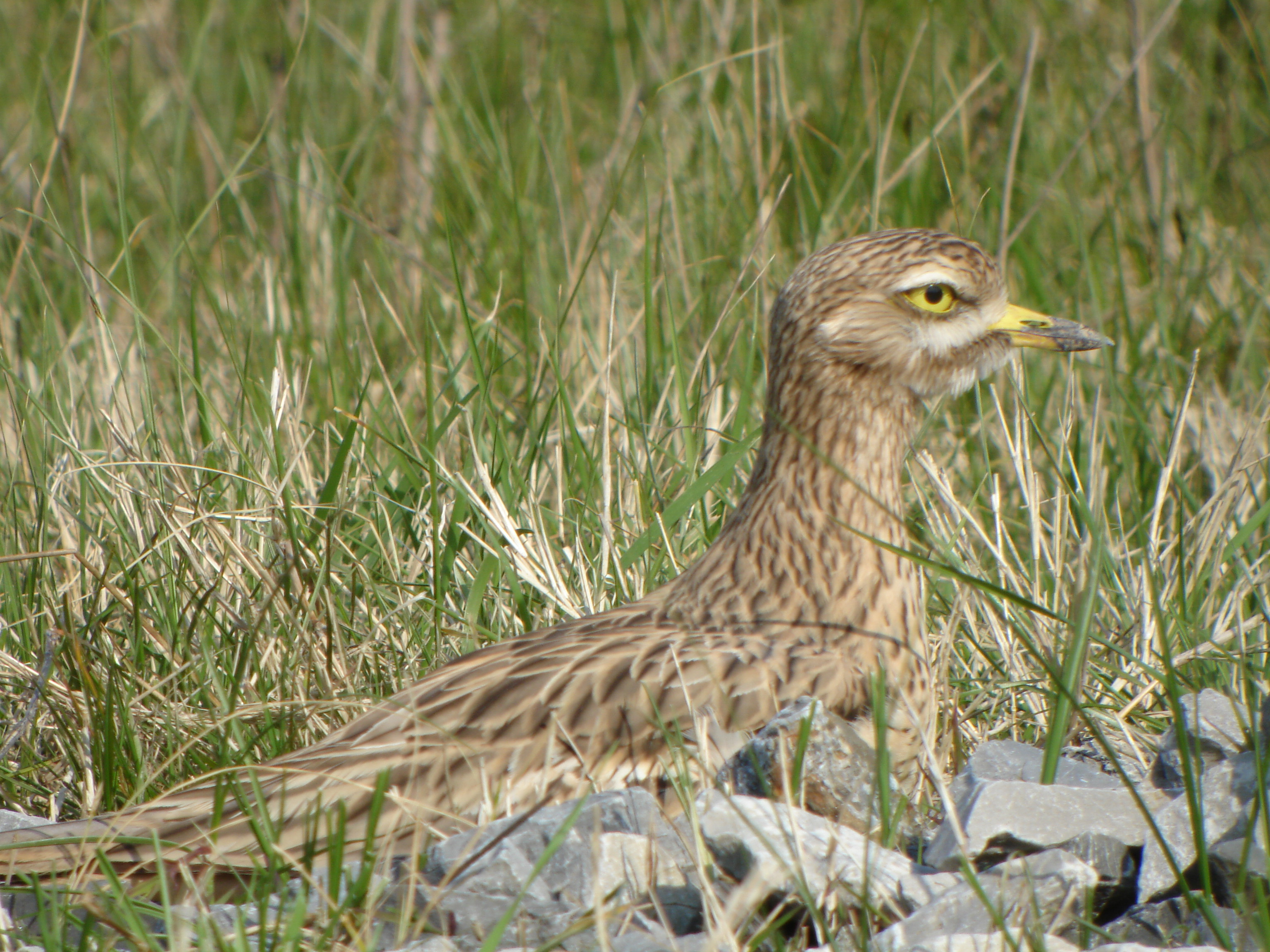
Un Œdicnème criard.
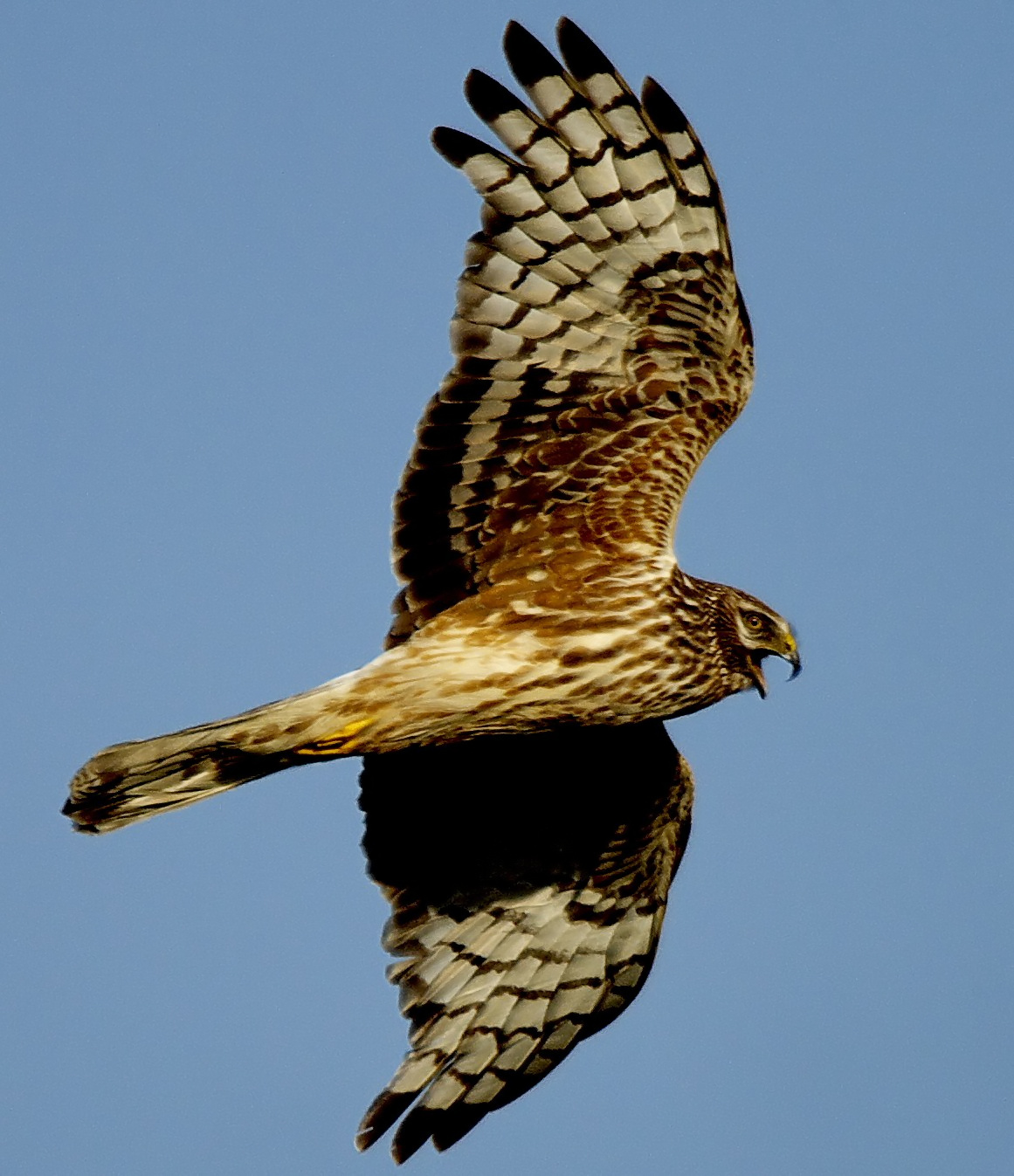
Un Busard Saint-Martin.
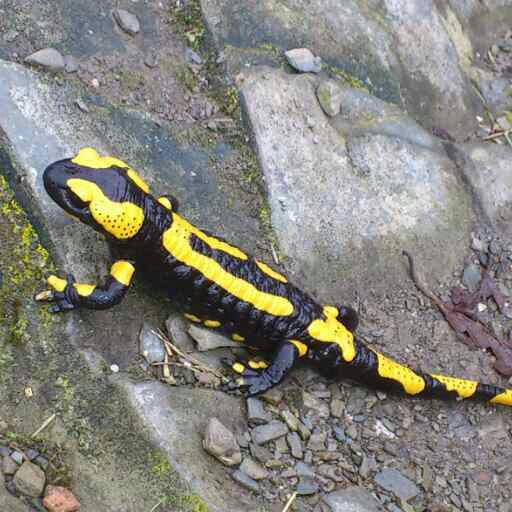
Une Salamandre tachetée.
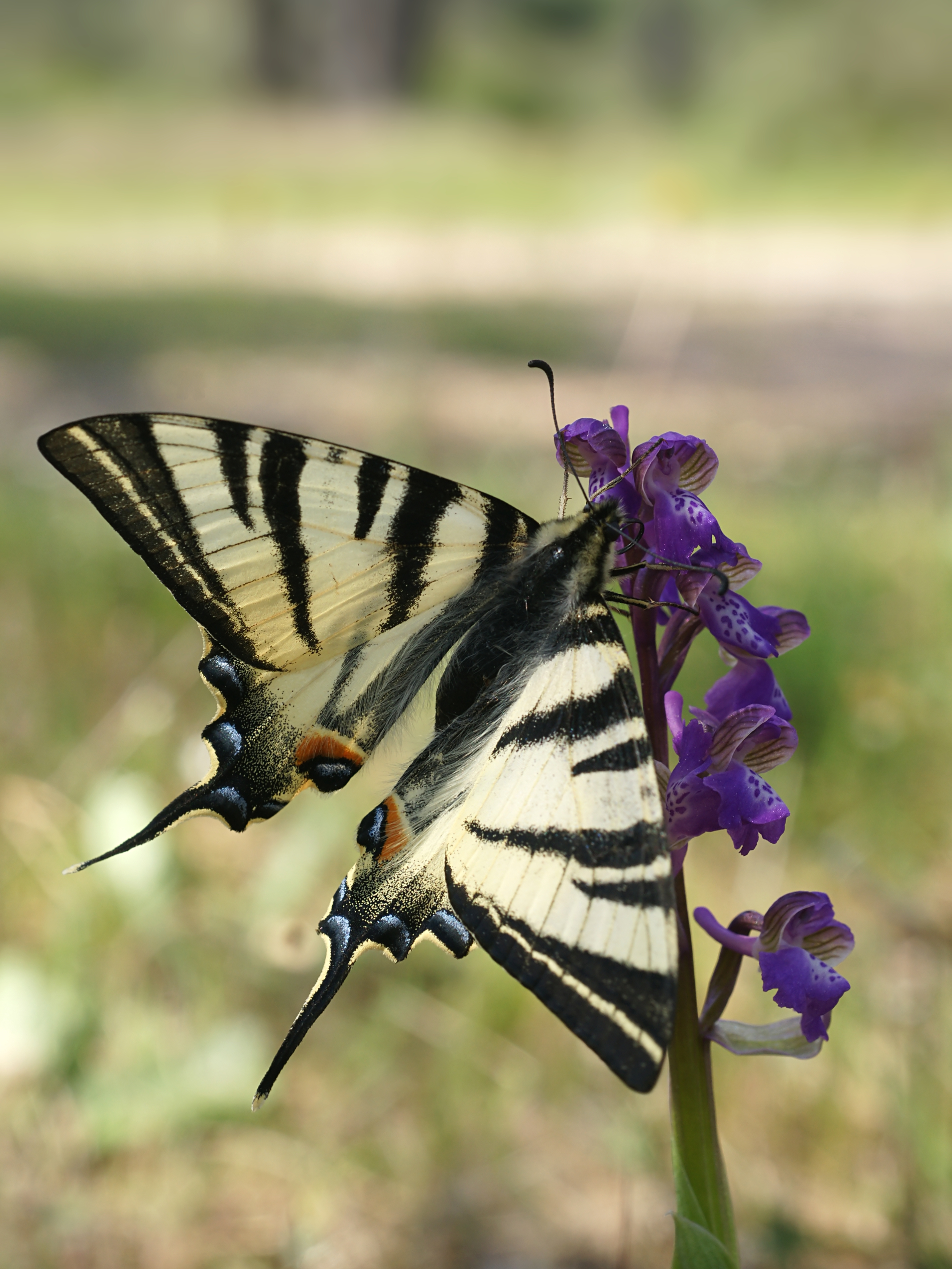
Un Flambé.
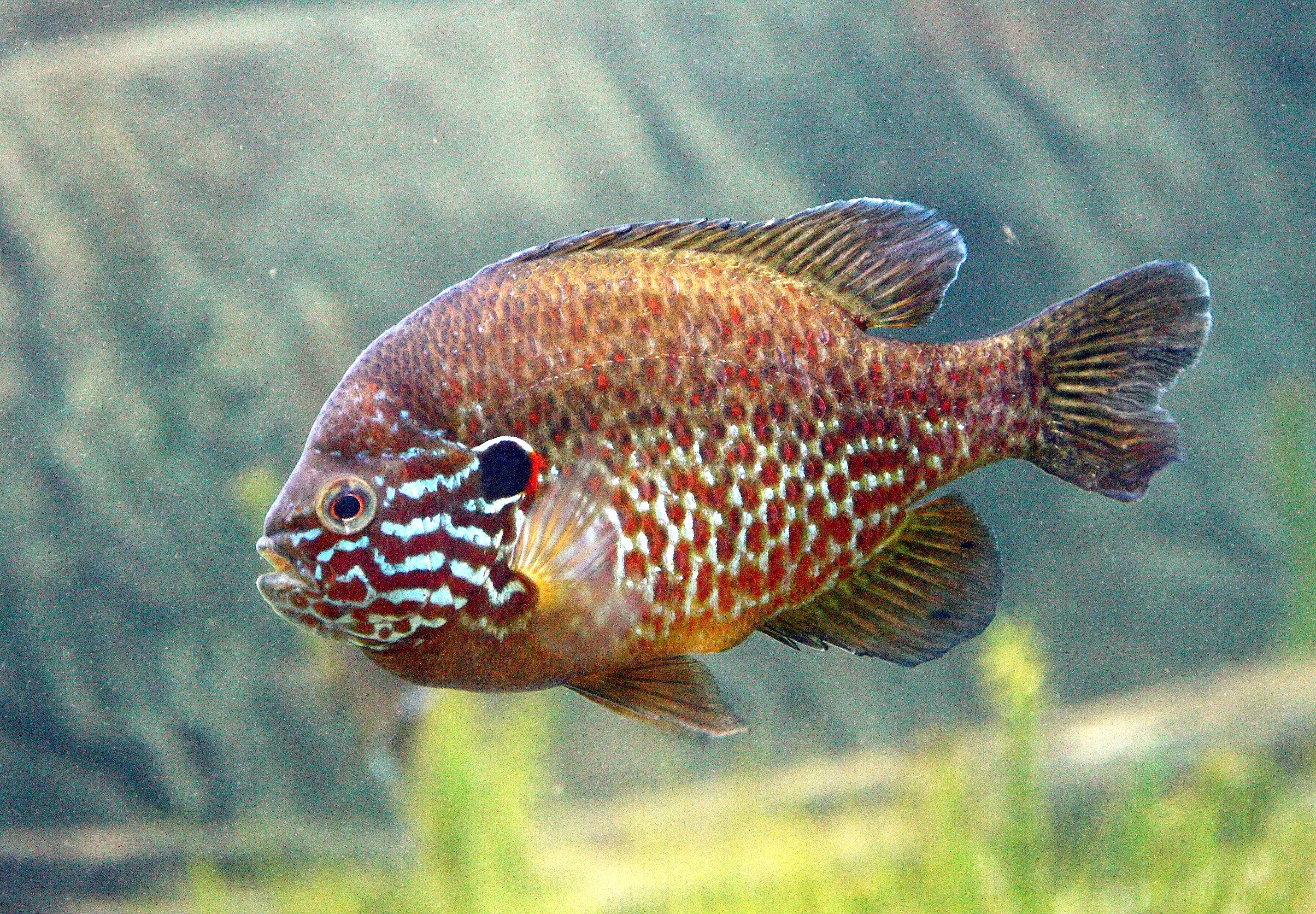
Une Perche soleil
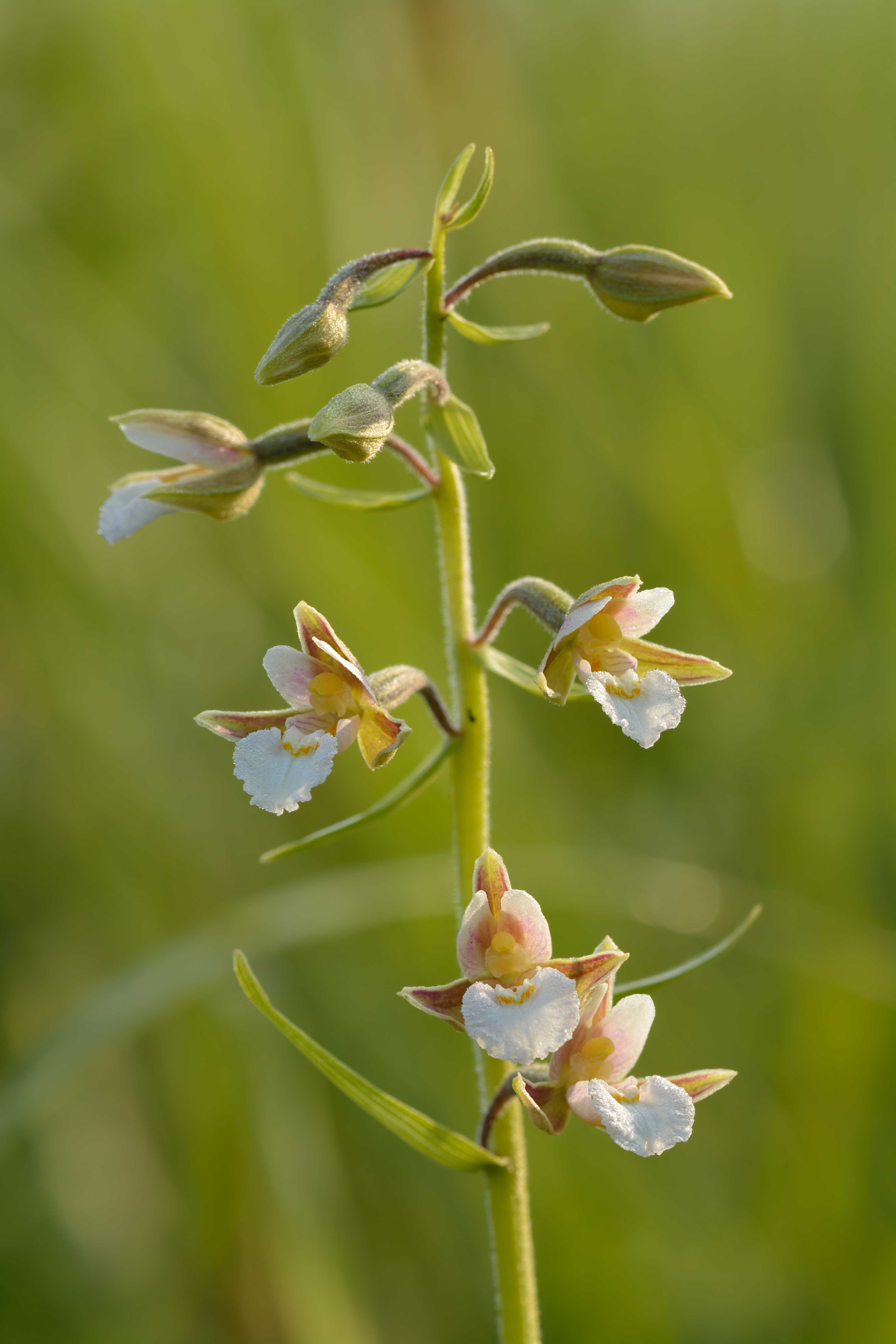
Une épipactis des marais.

### Patrimoine gastronomique

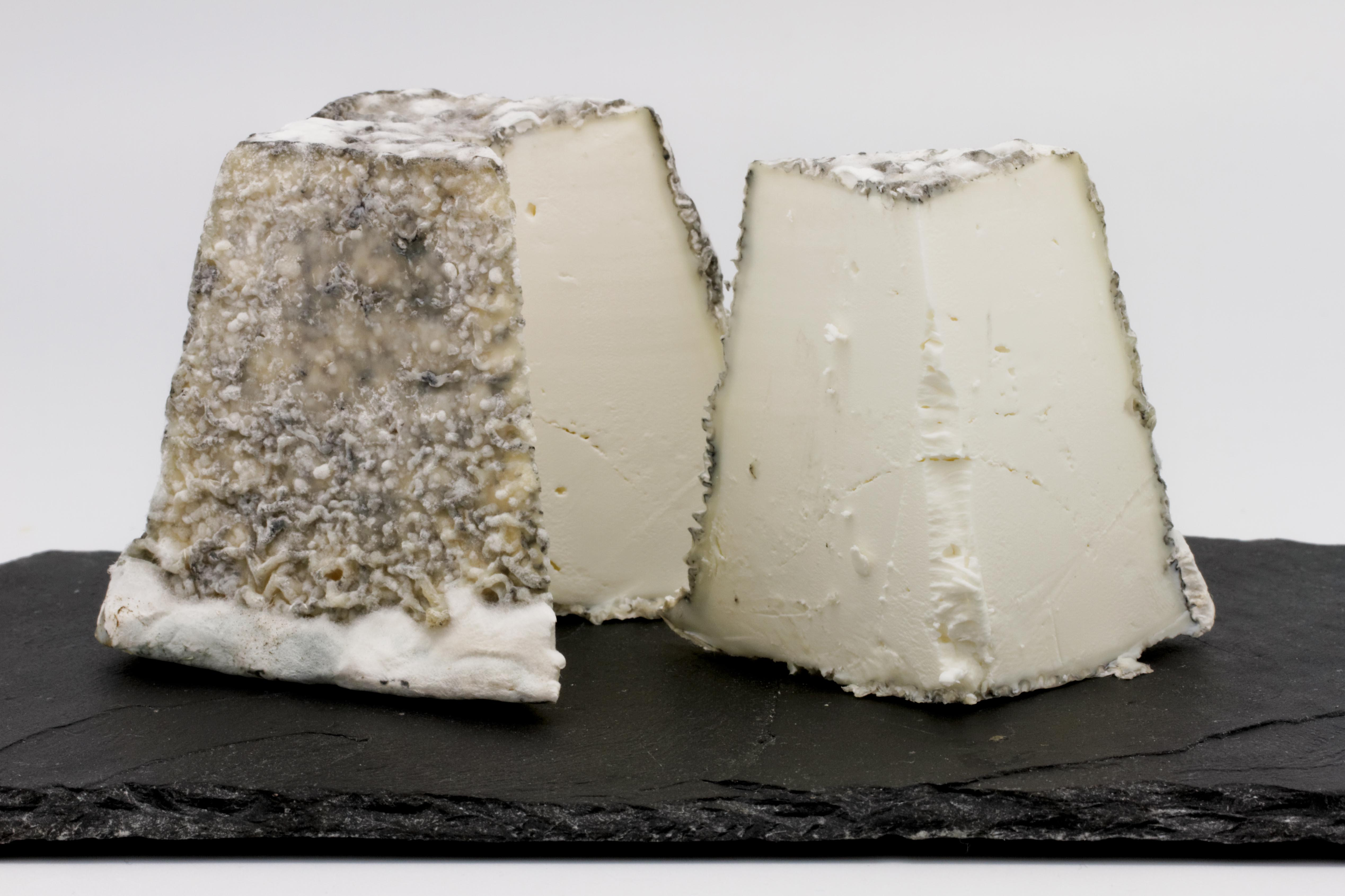
Le Valençay.

La commune se trouve dans l'aire géographique et dans la zone de production du lait, de fabrication et d'affinage des fromages sainte-maure-de-touraine et Valençay, ces deux produits bénéficiant d'une appellation d'origine protégée (AOP) au niveau européen et d'une appellation d'origine contrôlée (AOC) au niveau national.
Rillettes de Tours, volailles du Berry et 120 types de vins tranquilles ou effervescents, tels que les val-de-loire blanc, Allier rouge ou Allier rosé, bénéficient d'une indication géographique protégée (IGP) s'ils sont produits sur le territoire de Nouans-les-Fontaines.

### Personnalités liées à la commune

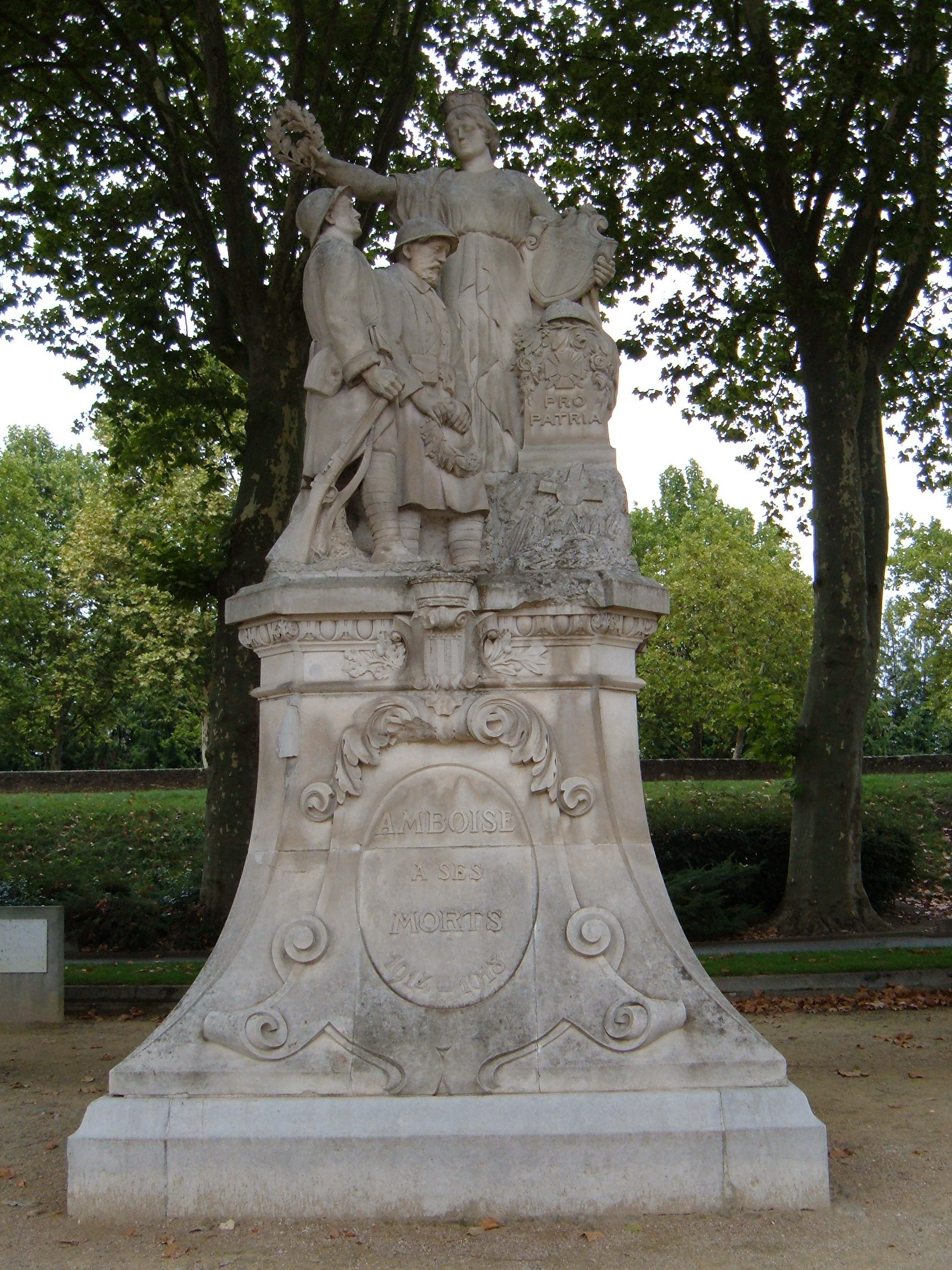
Monument aux morts d'Amboise par Camille Garand

- Jean Fouquet (v. 1420-v. 1480), peintre et enlumineur, est très probablement l'auteur de la Pietà de Nouans[199],[200].
- Camille Garand (1879-1979), sculpteur et statuaire formé à l'École nationale supérieure des beaux-arts, est né à Nouans-les-Fontaines[201],[202] dont il a réalisé en 1921 le monument aux morts[203], ainsi qu'en 1924 celui d'Amboise[204].
- Les L'Huillier de la Mardelle sont une famille nobiliaire et propriétaires du château de Cloffy[174],[173],[175] dont l'un des membres, Hyacinthe L'Huillier de la Mardelle, a été maire de Nouans au début du XIXe siècle[205].
- Martin de Tours (316-397), évêque et saint, aurait possiblement séjourné à Nouans, au hameau du Bois des Prêtres[43] et de nombreux toponymes évoquent son souvenir : le vocable de l'église communale, l'hydronyme du principal ruisseau (le ruisseau Saint Martin), ainsi que le nom de la fontaine[206],[Note 18], située au lieu-dit de La Vaudière, source où le saint se serait rendu[43].
- Les Maussabré sont une famille de chevaliers et d'ecclésiastes installée à Nouans-les-Fontaines du XIVe jusqu'au XVIIIe siècle et propriétaire du château de la Sabardière[208],[209],[210].

### Héraldique
| Blason de Nouans-les-Fontaines | Blason  | Écartelé: Aux 1er et 4e d'argent au jet d'eau d'azur jaillissant d'une jumelle ondée et alésée du même, au 2e d'azur à la châtaigne de sinople feuillée de deux pièces du même, au 4e d'azur au gland de sinople feuillé de deux pièces du même; à quatre épis d'or, posés en croix, les tiges nouées en abîme, brochant sur la partition. |
| Blason de Nouans-les-Fontaines | Détails | Le statut officiel du blason reste à déterminer. |